# Operazione Cobra
Operazione Cobra (in inglese Operation Cobra) era il nome in codice assegnato dagli Alleati per indicare la grande offensiva del 25 luglio 1944 sferrata da parte delle forze americane del generale Omar Bradley, nel settore occidentale del fronte di Normandia nei pressi di Saint-Lô, durante la battaglia successiva al riuscito sbarco del 6 giugno 1944 nel corso della seconda guerra mondiale.
L'offensiva statunitense ebbe pieno successo e finalmente riuscì a sfondare le linee difensive tedesche della Wehrmacht, provocando nelle successive settimane, dopo alcuni duri combattimenti e dopo il fallimento di un disperato tentativo di contrattacco tedesco, il crollo definitivo del cosiddetto Invasionfront.

## Il fronte di Normandia

### Sbarco e prime operazioni Alleate in Normandia
Il brillante successo dello sbarco Alleato in Normandia, iniziatosi il 6 giugno 1944, aveva consentito finalmente di aprire il secondo fronte in Europa e di intraprendere grandi operazioni belliche da parte delle potenze anglo-sassoni contro la cosiddetta "Fortezza Europa" della Germania nazista con lo scopo di liberare le nazioni occidentali occupate da quattro anni e concorrere alla distruzione del Terzo Reich in cooperazione con l'Unione Sovietica di Stalin che dal giugno 1941 era impegnata a combattere sul fronte orientale contro la grande maggioranza delle forze tedesche della Wehrmacht.

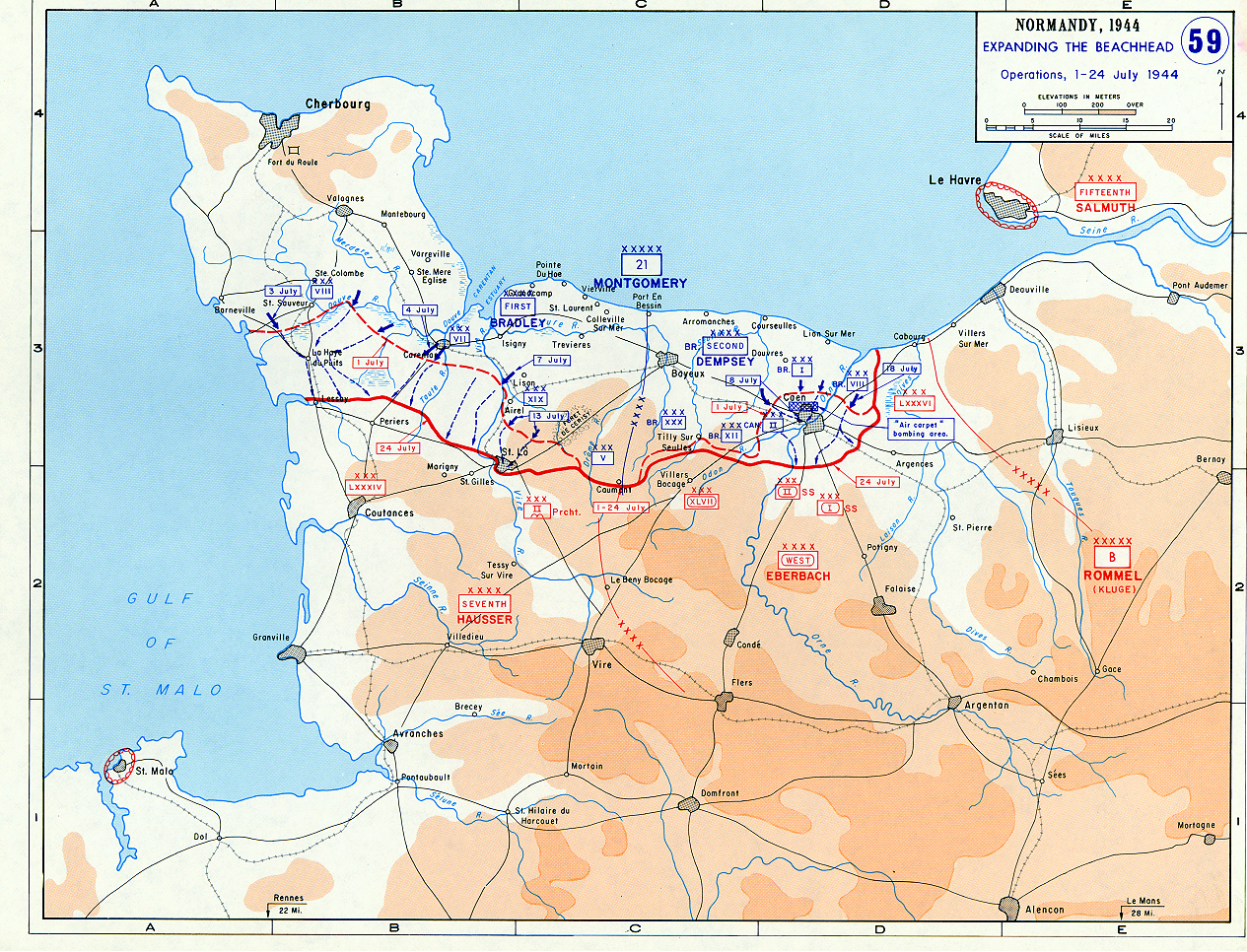
Linea del fronte di Normandia il 24 luglio 1944, alla vigilia dell'operazione Cobra.

La grande disponibilità di uomini e mezzi da parte anglo-americana e la eccellente organizzazione logistica avevano consentito in poche settimane al generale Dwight D. Eisenhower, comandante supremo Alleato, e al generale Bernard Law Montgomery, comandante delle forze terrestri Alleate sbarcate in Normandia, di consolidare rapidamente la testa di ponte e di accumulare un crescente numero di divisioni e un'enorme quantità di armamenti. Entro il 1º luglio 1944 le forze Alleate sbarcate in Normandia aveano raggiunto il numero di 920 000 soldati con 177 000 veicoli e 586 000 tonnellate di materiali. Inoltre le potenze anglosassoni potevano disporre fin dall'inizio del secondo fronte di una schiacciante superiorità aerea ulteriormente incrementata con la costruzione di numerosi campi di volo per aerei tattici all'interno della testa di ponte; le forze aeree anglo-americane avevano effettuato già circa 160 400 sortite aeree dall'inizio dell'operazione Overlord.
Durante la lunga fase di organizzazione e pianificazione della campagna nel teatro europeo i capi militari alleati avevano progettato un accurato programma di operazioni che prevedeva in teoria una serie di obiettivi da raggiungere in tempi relativamente brevi. Dopo la fase di consolidamento della testa di ponte e dopo aver respinto i frammentari contrattacchi tedeschi, il generale Montgomery aveva quindi dato inizio a una serie di offensive sia nel settore della 1ª Armata americana del generale Omar Bradley nella parte occidentale del fronte di Normandia, sia nel settore della 2ª Armata britannica del generale Miles Dempsey nella parte orientale. Nonostante la netta superiorità delle forze Alleate tuttavia i combattimenti erano stati aspri e sanguinosi e non erano stati raggiunti risultati decisivi.

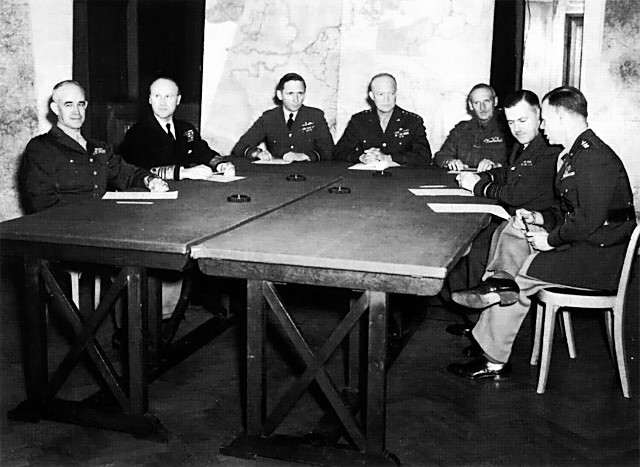
I componenti del Comando supremo Alleato nel teatro europeo delle operazioni nel 1944.

Nel settore occidentale gli americani del generale Bradley erano riusciti a isolare e conquistare l'importante fortezza di Cherbourg entro il 1º luglio ma tutti i tentativi di sfondare le linee del fianco sinistro tedesco erano falliti e le truppe statunitensi erano state costrette a condurre attacchi limitati subendo pesanti perdite e un forte logoramento e conquistando solo pochi chilometri di territorio. Le operazioni statunitensi erano state intralciate dal territorio normanno, caratterizzato dal cosiddetto Bocage, il fitto intreccio di siepi e terreni boscosi che avevano fortemente ostacolato lo spiegamento dei potenti mezzi motorizzati disponibili e avevano favorito la difesa tedesca imperniata su reparti di fanteria e paracadutisti combattivi ed esperti.
Nel settore orientale della testa di ponte i risultati raggiunti dalle forze britanniche e canadesi del generale Dempsey erano stati in apparenza ancor più deludenti. Il generale Montgomery aveva concentrato in questo settore la massa principale delle sue forze corazzate per raggiungere l'obiettivo iniziale di conquistare Caen e procedere a sud in terreno aperto verso Falaise, ma le ripetute grandi offensive sferrate dai britannici con l'apporto di notevoli quantità di carri armati e il supporto di pesanti bombardamenti aerei (operazione Perch, operazione Epsom, operazione Charnwood), erano state violentemente contrastate dall'intervento progressivo di gran parte delle temute Panzer-Division tedesche disponibili in occidente che avevano anche contrattaccato, riuscendo a contendere tenacemente il terreno e infliggere ripetuti scacchi locali al nemico.
La città di Caen venne infine conquistata dai britannici il 9 luglio, dopo combattimenti prolungati e bombardamenti distruttivi che causarono gravi danni all'abitato e numerose vittime civili, ma la nuova, ambiziosa offensiva scatenata dal generale Montgomery il 18 luglio con il concorso di tre divisioni corazzate e preceduta da un devastante attacco aereo, con l'obiettivo di sfondare il fronte tedesco a est del fiume Orne, operazione Goodwood, dovette essere sospesa già il 20 luglio a causa delle gravi perdite subite dalle formazioni corazzate di fronte ai panzer e ai cannoni anticarro tedeschi.

### Pianificazione dell'operazione Cobra

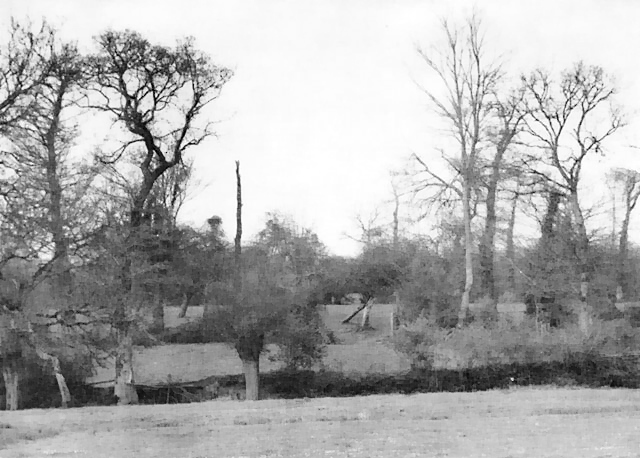
Il Bocage.

Il generale Montgomery venne aspramente criticato dalla stampa anglo-sassone e soprattutto all'interno degli alti comandi Alleati; le sue ripetute ottimistiche affermazioni si erano rivelate illusorie e le operazioni apparivano in fase di stallo. Molti generali americani e anche alcuni colleghi britannici, come l'Air Chief Marshall Arthur Tedder, espressero il loro scetticismo sulle reali capacità del prestigioso comandante sul campo Alleato. Il generale Eisenhower il 20 luglio manifestò chiaramente in un colloquio privato il suo forte disappunto. Dal punto di vista politico generale inoltre gli scarsi progressi Alleati nella testa di ponte, che avevano spinto l'opinione pubblica a rievocare il precedente disastroso della campagna dei Dardanelli del 1915, apparivano di modesta importanza in confronto con le grandi e continue vittorie dell'Armata Rossa sul fronte orientale, iniziatesi con l'operazione Bagration il 22 giugno e continuate con l'offensiva Leopoli-Sandomierz e l'offensiva Lublino-Brest, che sembravano travolgere l'esercito tedesco all'est mentre all'ovest il fronte era praticamente fermo.
In realtà la situazione strategica generale in Normandia stava evolvendo, nonostante le apparenze, in modo favorevole agli Alleati; il generale Montgomery, anche se non era riuscito a ottenere le vittorie auspicate, aveva attratto e logorato nel settore britannico la maggior parte delle formazioni corazzate tedesche con la conseguenza che alla metà di luglio il settore occidentale della testa di ponte dove erano in azione gli americani del generale Bradley era quasi privo di Panzer-Division tedesche di riserva e quindi era esposto a un'offensiva decisiva da parte della 1ª Armata statunitense. Il generale Bradley e i suoi collaboratori stavano pianificando questo nuovo attacco dalla prima settimana di luglio; dopo aver scartato una serie di piani che prevedevano di effettuare nuovi sbarchi nel Quiberon o in Bretagna, era stato deciso di concentrare l'azione in un settore ristretto del fronte americano compreso tra Montreuil-sur-Lozon e Hébécrevon dove sembrava di aver individuato un terreno meno sfavorevole alle unità meccanizzate. Questa zona, poco paludosa e priva di grandi aree boscose, era attraversata da strade percorribili dirette verso sud-ovest da cui sarebbe stato possibile raggiungere, avanzando in vasti campi aperti, la base della penisola bretone, sbucando fuori dalla Normandia ad Avranches.

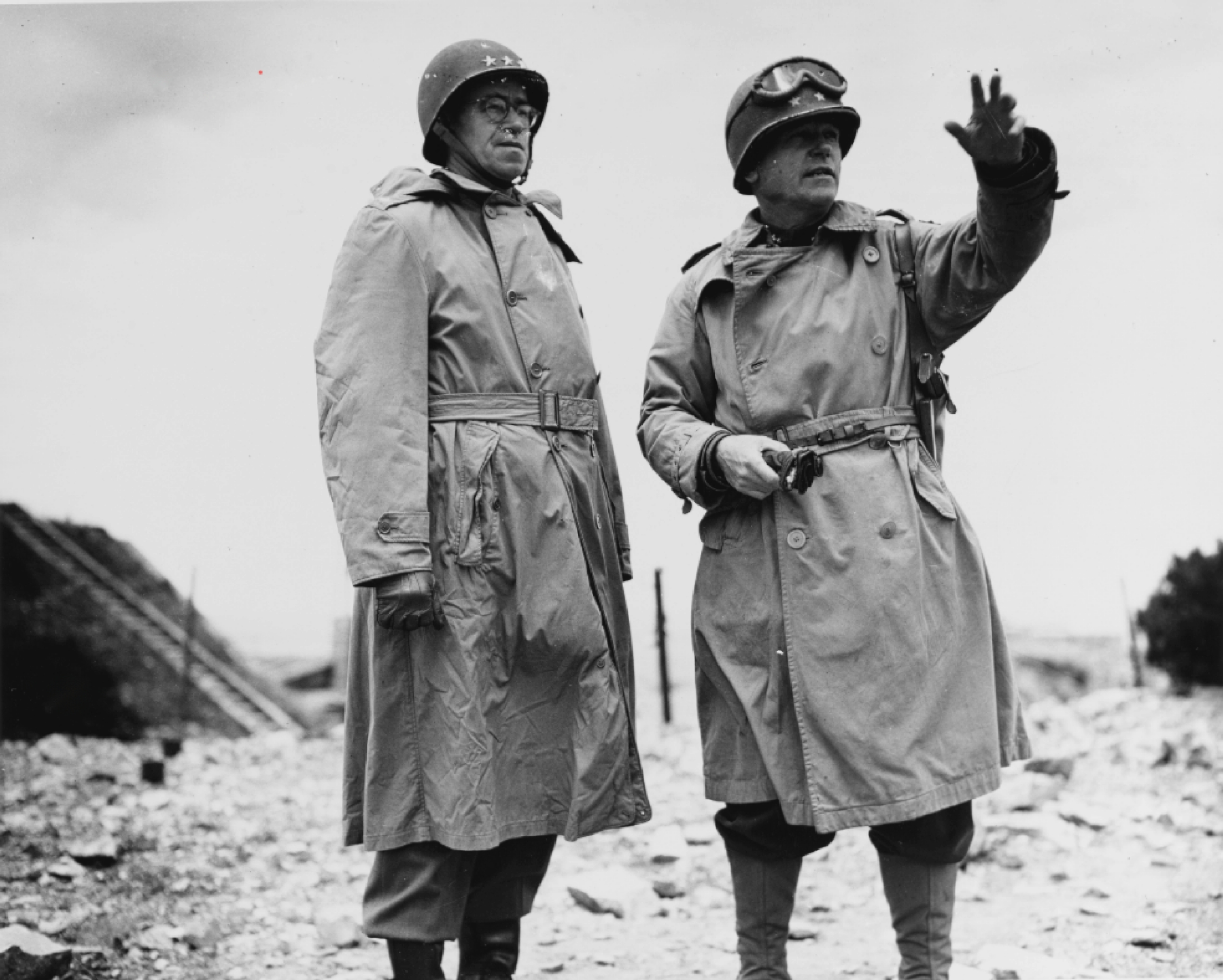
I generali statunitensi Omar Bradley comandante della 1ª Armata, e J. Lawton Collins, comandante del VII corpo d'armata.

Per effettuare lo sfondamento iniziale delle difese tedesche nel settore ristretto a ovest di Saint-Lô i generali statunitensi contavano sulle novità tecniche introdotte sui carri armati M4 Sherman che, equipaggiati con l'ingegnosa apparecchiatura metallica proposta dal sergente Custiss G. Culin, sembravano finalmente in grado di superare gli ostacoli costituiti dalle siepi e dal terreno boscoso del Bocage, e soprattutto sull'intervento in massa delle forze aeree strategiche Alleate di base in Gran Bretagna. Il generale Bradley ritenne infatti che, in mancanza di un'artiglieria sufficientemente potente e numerosa per poter distruggere le posizioni difensive nemiche, fosse indispensabile pianificare un grande bombardamento iniziale concentrato nel settore d'attacco con l'intervento dei bombardieri strategici. Il comandante della 1ª Armata statunitense si recò personalmente in Inghilterra per pianificare la collaborazione delle forze aeree; venne deciso che l'"operazione Cobra", il nome in codice prescelto per l'offensiva, avrebbe potuto disporre del micidiale supporto aereo fornito da 1 500 bombardieri pesanti, 396 bombardieri medi e 350 cacciabombardieri, che avrebbero sferrato un bombardamento iniziale su un settore di soli venti chilometri quadrati di forma rettangolare con una lunghezza di sette chilometri, lungo la strada Périers-Saint-Lô, e una larghezza di tre chilometri.
Subito dopo il bombardamento, nel settore ristretto devastato dall'attacco aereo sarebbero penetrate tre divisioni di fanteria statunitensi che avrebbero effettuato lo sfondamento attraverso le difese superstiti e avrebbero aperto la strada per due divisioni corazzate che sarebbero state incaricate di sfruttare il successo avanzando audacemente in profondità in direzione sud-ovest in modo da provocare un reale crollo del fronte tedesco nel Cotentin. Ulteriori divisioni americane sarebbero state tenute pronte a intervenire per accelerare le operazioni. L'inizio dell'operazione Cobra venne dapprima previsto per il 18 luglio, in contemporanea con l'operazione Goodwood dei britannici, ma a causa delle sfavorevoli condizioni climatiche caratterizzate da pioggia e nuvole basse che avrebbero reso difficoltoso l'intervento dei bombardieri, l'alto comando statunitense fu costretto a rinviare per due volte; venne infine deciso di sferrare l'offensiva il 24 luglio.

### Indebolimento della difesa tedesca

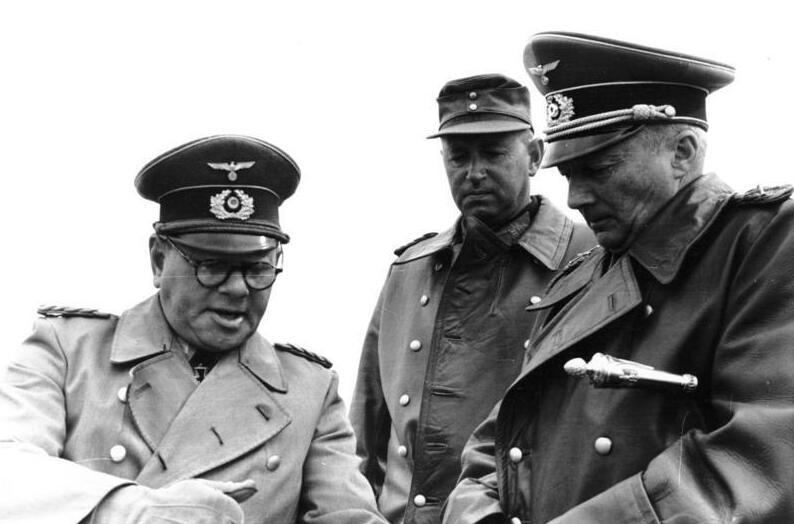
A destra, il feldmaresciallo Günther von Kluge, comandante in capo tedesco all'ovest.

Il 29 giugno 1944 Adolf Hitler aveva ricevuto a Berchtesgaden il feldmaresciallo Gerd von Rundstedt, comandante supremo a ovest, e il feldmaresciallo Erwin Rommel, comandante del Gruppo d'armate B, per una valutazione della situazione della Wehrmacht su fronte di Normandia; il Führer constatò il forte pessimismo dei due alti ufficiali. Egli al contrario respinse bruscamente le loro richieste di sospendere i combattimenti all'ovest e manifestò il suo fermo convincimento sulla vittoria finale della Germania grazie soprattutto al prossimo impiego delle nuove armi segrete. Il 2 luglio Hitler destituì il feldmaresciallo von Rundstedt e assegnò il comando supremo a occidente al feldmaresciallo Günther von Kluge, ritornato in servizio dopo il ferimento in un incidente d'auto. Il feldmaresciallo von Kluge, proveniente da un lungo periodo di comando sul fronte orientale, era un comandante preparato, risoluto e determinato ma aveva una personalità contraddittoria. Teoricamente fortemente critico verso Hitler, ne aveva nella pratica sempre fedelmente eseguito gli ordini; aveva quindi accettato di rientrare in servizio attivo assumendo il comando supremo all'ovest per rafforzare la resistenza dell'esercito. Egli giungeva al fronte occidentale convinto della necessità di rinsaldare il morale delle truppe, rafforzare la disciplina e stimolare lo spirito combattivo. Il feldmaresciallo era apparentemente ottimista sulle possibilità di successo nella battaglia in corso in Normandia; appena arrivato ebbe un violento alterco con il feldmaresciallo Rommel, ritenuto pessimista e accusato di non eseguire gli ordini.

Entro pochi giorni il feldmaresciallo von Kluge ebbe modo di cambiare i suoi giudizi; egli si recò subito al fronte per valutare personalmente la situazione e comprese la difficile realtà delle truppe tedesche; mentre aveva considerato in un primo tempo i soldati dell'esercito dell'ovest imbelli e molto meno combattivi delle truppe impegnate nel micidiale fronte orientale, dovette ammettere che in realtà i reparti combattevano nel complesso, pur essendosi verificati cedimenti in alcuni reparti di seconda qualità, con disciplina e abilità e cercavano coraggiosamente di frenare l'avanzata di un nemico che vantava una schiacciante superiorità numerica e soprattutto di materiali e mezzi. Le truppe tedesche erano sottoposte a continui attacchi dell'aviazione Alleata, erano quasi immobilizzate e mancavano di mezzi motorizzati, munizioni e vettovagliamento. 

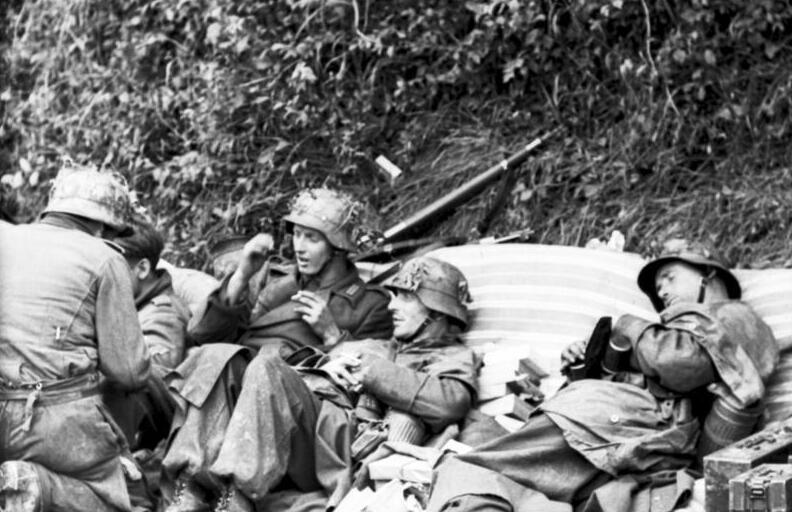
Truppe tedesche esauste durante una pausa dei combattimenti in Normandia.

 Le perdite durante il primo mese di battaglia nell'invasionfront erano state pesanti e il Gruppo d'armate B mancava quasi completamente di rimpiazzi. All'inizio del mese di luglio l'esercito tedesco all'ovest era costituito da circa 400 000 soldati con meno di 900 panzer e aveva già subito 80 793 perdite che salirono a 96 400 al 15 luglio; in sostituzione aveva ricevuto solo 5 200 rimpiazzi; le Panzer-Division, impiegate in modo frammentario per bloccare le offensive Alleate più pericolose, si erano logorate nel corso di continui piccoli scontri tattici senza mai riuscire a sferrare un grande contrattacco in massa; circa 225 panzer erano stati persi e solo 17 erano stati inviati di rinforzo.
Il feldmaresciallo von Kluge, der kluge Hans ("Hans il saggio"), altamente apprezzato all'interno della Wehrmacht per la sua intelligenza e la sua abilità, dovette rendersi conto quindi che non sarebbe stato in grado di cambiare il corso degli avvenimenti e che non sarebbe stato sufficiente dirigere personalmente con grande energia le operazioni delle truppe per evitare la sconfitta. Egli quindi approvò il rapporto al Führer preparato dal feldmaresciallo Rommel in cui veniva evidenziata la crisi del fronte tedesco e si richiedeva esplicitamente di "trarre le conseguenze di questa situazione". Il comandante del Gruppo d'armate B sembrava disposto ad arrivare fino all'insubordinazione e a unirsi ai cospiratori dell'esercito che stavano organizzando un attentato a Hitler, ma il 17 luglio il feldmaresciallo Rommel venne gravemente ferito durante un attacco aereo. Il feldmaresciallo von Kluge assunse personalmente anche il comando del Gruppo d'armate B e dovette subito affrontate la grande offensiva britannica "Goodwood" a est di Caen che ebbe inizio il 18 luglio. Il 20 luglio avvenne l'attentato contro Hitler a Rastenburg; il feldmaresciallo von Kluge trascorse quella giornata al fronte dove si era recato per conferire con i suoi generali e organizzare la difesa contro l'offensiva britannica; ritornò nel pomeriggio al suo quartier generale di La Roche-Guyon esausto e in stato di grande tensione dopo aver osservato direttamente gli scontri e aver constatato l'impressionante superiorità aerea Alleata. Il feldmaresciallo venne informato dai generali Hans Speidel e Carl-Heinrich von Stülpnagel dell'attentato a Hitler ma si mostrò distaccato e indeciso; più tardi, avendo appreso da Rastenburg che Hitler era sopravvissuto, il feldmaresciallo von Kluge ritenne ormai fallito il tentativo di colpo di stato e preferì proclamare la fedeltà al Führer e rifiutare la collaborazione attesa dai cospiratori.

## Le forze contrapposte

### L'esercito statunitense
Nel 1944 l'esercito americano in Europa mostrava significativi progressi rispetto agli anni precedenti nelle sue capacità di combattimento; i reparti impegnati in Normandia erano ormai unità esperte, dotate di un equipaggiamento abbondante e moderno e supportate da un'imponente struttura logistica che nel complesso assicurava alle truppe un adeguato rifornimento di mezzi, materiali e vettovagliamento. Le unità erano generalmente completamente equipaggiate e a effettivi completi; i soldati, nonostante i duri scontri sostenuti da alcune divisioni nel Bocage normanno, mantenevano un morale elevato. Dal punto di vista tattico la fanteria americana, pur dotata del fucile semiautomatico M1 Garand, non disponeva di una reale superiorità di fuoco rispetto al nemico che impiegava con effetti micidiali le mitragliatrici MG 42; al contrario in genere le minori unità tedesche dimostravano negli scontri ravvicinati maggiore aggressività e superiore coesione. Nonostante l'abilità e l'esperienza della fanteria tedesca, l'esercito americano riteneva di potere raggiungere il successo sul campo soprattutto grazie all'impiego combinato di tutte le armi; la fanteria quindi era supportata da battaglioni autonomi di carri armati e Tank Destroyers e soprattutto poteva rapidamente richiedere, attraverso moderni sistemi di comunicazione, l'intervento dell'eccellente artiglieria delle divisioni e dei corpi d'armata che impiegava tattiche molto efficaci per concentrare il tiro rapidamente e con precisione sui bersagli indicati. Inoltre le truppe di terra americane potevano richiedere anche l'appoggio della dominante aviazione tattica Alleata che pattugliava i cieli normanni quasi senza opposizione.

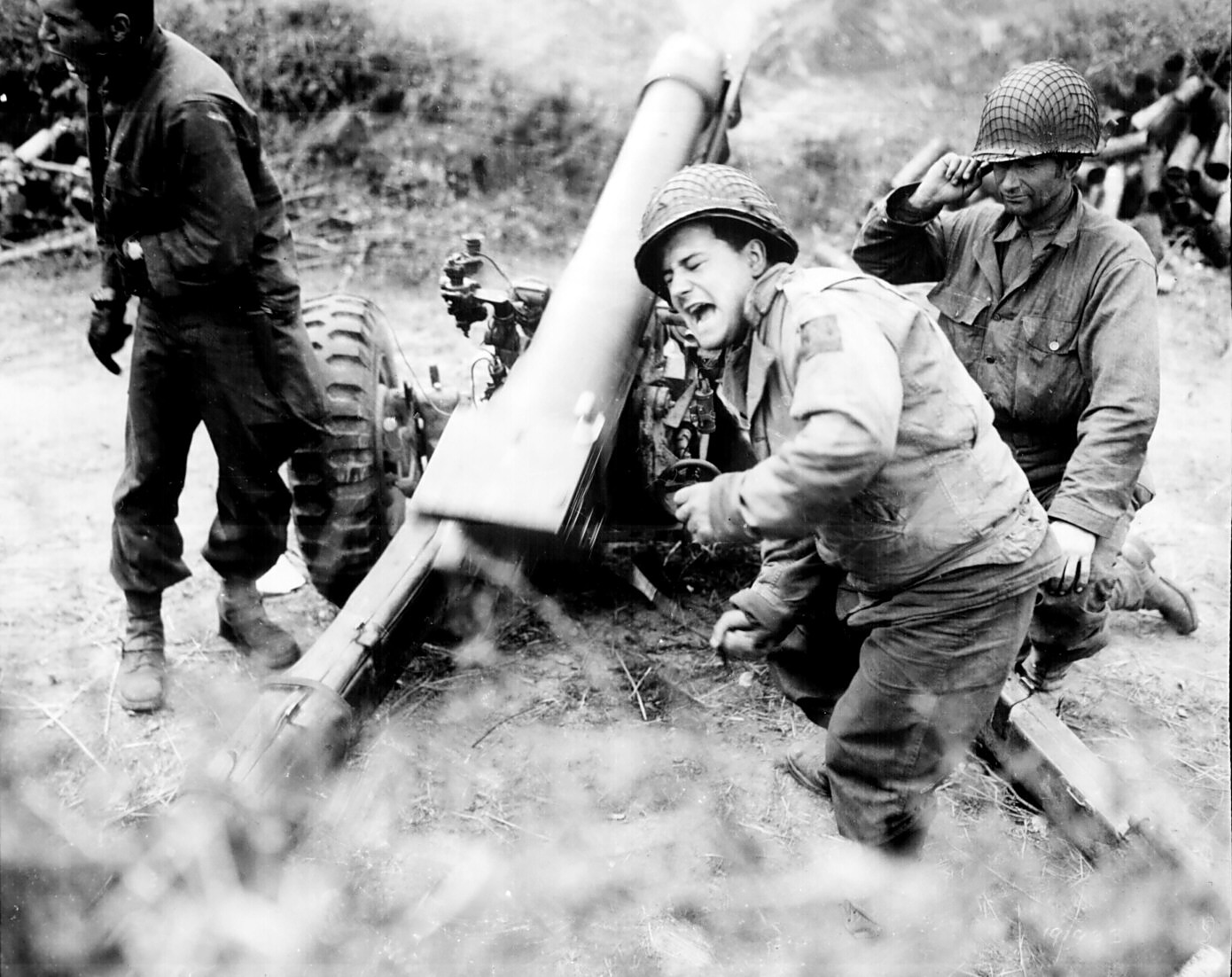
L'artiglieria americana apre il fuoco nel settore di Carentan.

Le formazioni corazzate americane avevano raggiunto nella metà del 1944 una notevole efficienza. Dotate di un numero impressionante di mezzi meccanizzati e motorizzati in genere di ottima qualità tecnica, erano estremamente mobili e nel complesso molto meglio fornite e armate delle Panzer-Division in azione in Normandia; impiegate nel ruolo di forza di sfruttamento in profondità dopo lo sfondamento del fronte, avrebbero dimostrato la loro superiorità. I carristi americani erano generalmente meglio addestrati dei loro avversari anche se inizialmente erano meno esperti del piccolo nucleo di veterani tedeschi del fronte orientale presenti in Francia; con il passare del tempo gli equipaggi dei carri armati americani studiarono una serie di tattiche efficaci per superare l'inferiorità tecnica, dal punto di vista della corazzatura e della potenza di fuoco, rispetto alla maggior parte dei carri tedeschi. I carristi americani erano soliti sparare subito granate fumogene al fosforo bianco contro i carri pesanti avversari per disorientare gli equipaggi dei panzer e avere tempo di avvicinarsi sotto la copertura del fumogeno e colpire il carro nemico sui fianchi e alle spalle sfruttando la maggiore agilità e manovrabilità degli M4 Sherman. Un'altra tattica degli equipaggi americani consisteva nello sparare granate ad alto esplosivo che pur non perforando la corazzatura a volte intimorivano i carristi tedeschi meno esperti che si affrettavano ad abbandonare il proprio carro.
Alla vigilia dell'operazione Cobra il generale Omar Bradley, il preparato e intelligente comandante in capo della 1ª Armata statunitense, aveva raggruppato un potente complesso di forze per raggiungere finalmente uno sfondamento strategico del fronte tedesco. Dopo il bombardamento a tappeto che avrebbe dovuto devastare le difese nemiche nel settore ristretto individuato lungo la strada Periers-Saint-Lô, l'attacco iniziale sarebbe stato sferrato dal VII Corpo d'armata del generale J. Lawton Collins che avrebbe impegnato inizialmente la 4ª Divisione fanteria, la 30ª Divisione fanteria e la 9ª Divisione fanteria. Queste tre divisioni motorizzate sarebbero penetrate, con il supporto di battaglioni di carri armati nell'area colpita dai bombardieri, avrebbero superato le residue resistenze delle superstiti truppe nemiche e avrebbero aperto la strada alle forze di sfruttamento schierate in seconda linea. Per allargare l'area di sfondamento e giungere in profondità sul terreno scoperto a sud dell'area delle siepi, il generale Collins teneva a disposizione la 2ª Divisione corazzata, la 3ª Divisione corazzata e la 1ª Divisione fanteria. Queste tre divisioni erano tra le più esperte e potenti dell'esercito americano; la 1ª Divisione di fanteria aveva preso parte in prima linea a tutti gli sbarchi delle truppe Alleate, la 2ª e la 3ª Divisione corazzata avevano una dotazione organica di carri armati maggiore delle altre unità americane; in particolare la 2ª Armored, soprannominata l'"Inferno su ruote", che era formata da soldati reclutati negli stati del sud degli Stati Uniti, era particolarmente combattiva. Questa potente concentrazione di mezzi corazzati avrebbe attraversato rapidamente fin dai primi giorni le linee raggiunte dalla fanteria e si sarebbe spinta audacemente verso sud-ovest e verso sud, avanzando soprattutto lungo la strada che portava a Coutances.
Era previsto che, subito dopo lo sfondamento da parte delle truppe del generale Collins, sarebbe entrato in azione, sulla destra del VII corpo d'armata, anche l'VIII corpo d'armata del generale Troy H. Middleton che avrebbe attaccato frontalmente le forze tedesche con la 8ª Divisione fanteria, 79ª Divisione fanteria, 83ª Divisione fanteria e 90ª Divisione fanteria in prima linea, seguite da altre due divisioni corazzate, la 4ª Divisione corazzata e la 6ª Divisione corazzata, pronte ad avanzare direttamente verso sud in direzione di Avranches da dove avrebbero potuto irrompere in Bretagna. Erano inoltre disponibili nelle retrovie del settore americano della testa di ponte, molte altre forze motorizzate e corazzate di cui avrebbe dovuto assumere il comando in un secondo tempo il generale George Smith Patton che sarebbe stato incaricato di sfruttare energicamente la vittoria e completare il crollo dell'esercito tedesco.

### L'esercito tedesco
Le forze della Wehrmacht schierate sul fronte di Normandia nell'estate 1944 risentivano dell'indebolimento generale della macchina bellica tedesca dopo cinque anni di guerra e soprattutto dopo le elevatissime perdite in uomini e mezzi subite dal 1941 sul fronte orientale. A causa delle carenze di armi ed equipaggiamenti le divisioni tedesche, pur costituite intorno a nuclei di veterani in genere molto esperti, avevano perso una parte della loro potenza offensiva e della loro efficienza bellica. In particolare le divisioni di fanteria del Gruppo d'armate B erano costituite solo da sei battaglioni di fanteria, erano solo parzialmente mobili, disponendo ancora prevalentemente di mezzi di trasporto a traino animale, e avevano forti carenze di artiglieria. Inoltre una parte dei battaglioni erano stati formati con cosiddetti "tedeschi etnici" provenienti dalle minoranze tedesche delle nazioni dell'est e sud Europa e con volontari reclutati tra i prigionieri di guerra sovietici, le cosiddette Osttruppen. Queste formazioni dimostravano generalmente una molto minore combattività rispetto ai reparti formati da tedeschi. Le divisioni paracadutisti invece erano costituite da nove battaglioni ed erano efficienti e aggressive.

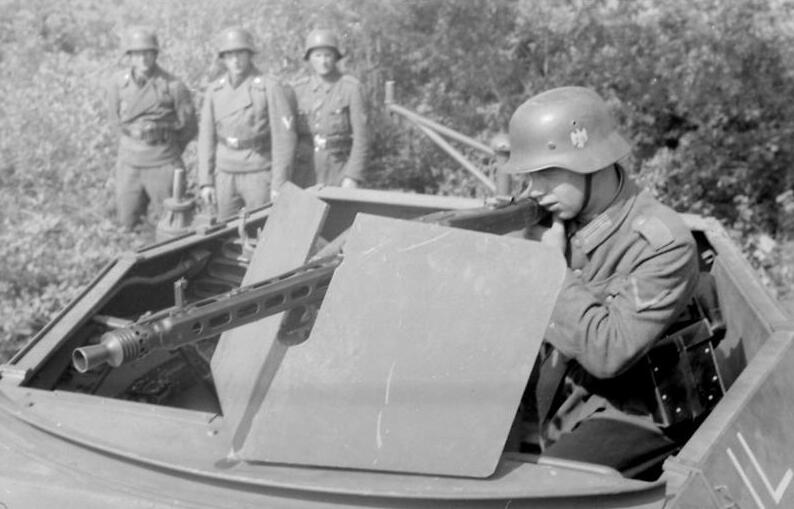
Soldati tedeschi equipaggiati con una mitragliatrice MG 42.

Le Panzer-Division rimanevano il punto di forza principale della Wehrmacht; tuttavia in Normandia le forze corazzate tedesche erano molto inferiori numericamente rispetto ai loro avversari ed erano gravemente intralciate nei movimenti e nelle azioni in massa dalla schiacciante superiorità aerea Alleata. Dal punto di vista tecnico i panzer, sia i Panzer IV sia i Panzer V Panther e i Panzer VI Tiger I, in generale erano pari o superiori ai mezzi avversari dal punto di vista della potenza di fuoco e della protezione; inoltre molti equipaggi erano formati da carristi molto esperti, con anni di combattimento su tutti i fronti, inizialmente fortemente motivati. Con il passare delle settimane peraltro il morale dei carristi tedeschi declinò sensibilmente a causa delle continue perdite, della scarsezza di risultati, degli attacchi aerei Alleati e delle crescenti difficoltà di rifornimento. I panzer tedeschi sarebbero stati lentamente distrutti durante centinaia di piccoli scontri contro le superiori forze Alleate. Anche se numerosi carristi tedeschi raggiunsero brillanti successi locali, le vantate Panzer-Division non furono in grado di fermare l'"invasione", né di contrattaccare vittoriosamente le forze americane durante l'operazione Cobra. Inoltre l'esercito tedesco schierato in Normandia era esposto, soprattutto durante le ore diurne, ai continui attacchi aerei dei cacciabombardieri Alleati che controllavano tutte le vie di comunicazione principali e rendevano molto lenti e pericolosi i movimenti delle truppe. Il comando operativo della Luftwaffe aveva predisposto un complesso piano di rafforzamento delle forze aeree da attivarsi al momento dell'invasione e in effetti circa 500 caccia vennero trasferiti dalla difesa del Reich al fronte di Normandia mentre alcuni gruppi di cacciabombardieri arrivarono dalla Francia meridionale; tuttavia, nonostante questi rinforzi la superiorità numerica Alleata rimase schiacciante e i caccia tedeschi dovettero limitarsi a brevi interventi a sorpresa di modesta utilità.

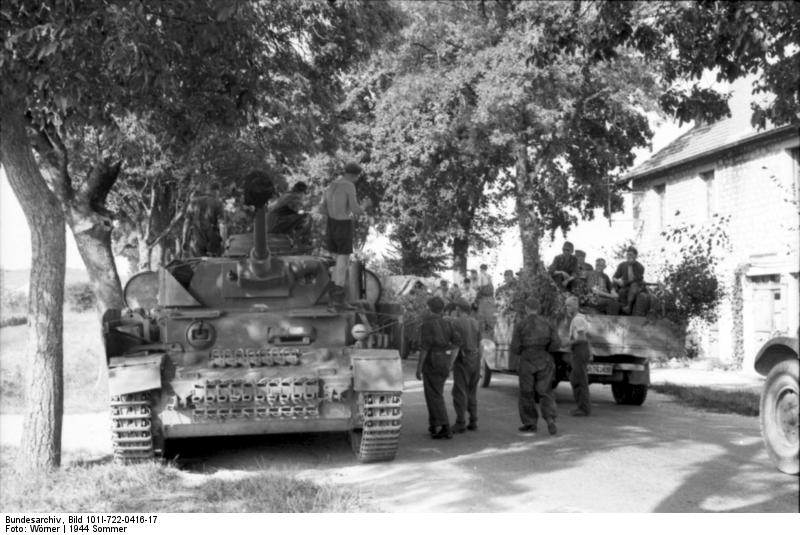
Soldati e mezzi corazzati tedeschi al riparo in un viale alberato per evitare gli attacchi aerei Alleati.

Il Gruppo d'armate B quindi si trovava alla vigilia dell'operazione Cobra in una situazione di crescente debolezza a causa delle continue perdite e della mancanza di importanti rinforzi. Inoltre lo schieramento assunto dalle truppe disponibili, a seguito dell'evoluzione tattica dei combattimenti, concentrava le forze principali, e soprattutto la massa delle unità corazzate, nel settore orientale dell'invasionfront per impedire un temuto sfondamento britannico a sud di Caen, in direzione di Falaise. La 5. Panzerarmee era comandata dal generale Heinrich Eberbach e disponeva nel settore compreso tra Caumont-l'Éventé e Melville di undici divisioni comprese cinque Panzer-Division e una divisione Panzergrenadier; alla data del 25 luglio 1944 erano presenti nelle divisioni corazzate circa 650 carri armati tedeschi che erano stati in grado di bloccare le ripetute offensive della 2ª Armata britannica del generale Dempsey. Nel settore occidentale del fronte di Normandia le difese tedesche erano assegnate alla 7ª Armata del generale delle Waffen-SS Paul Hausser che schierava da Caumont-l'Éventé alla costa del Cotentin tre corpi d'armata con tredici divisioni in totale. In realtà, mentre sulla riva destra del fiume Vire, erano presenti il 2º corpo d'armata paracadutisti del generale Eugen Meindl e il 47° Panzer-Korps con sei divisioni di fanteria, il settore che venne effettivamente attaccato dalle forze americane, sulla riva sinistra del fiume Vire, era presidiato solo dall'84º corpo d'armata del generale Dietrich von Choltitz che disponeva di quattro divisioni di fanteria, di due Panzer-Division e di una divisione Panzergrenadier-SS.
Inoltre le unità del generale von Choltitz era già molto logorate dai precedenti combattimenti nel Bocage e difendevano le loro posizioni con forze molto deboli; tre divisioni di fanteria, 91ª, 351ª e 243ª, avevano in prima linea solo 2 500 fucilieri in tutto, le unità corazzate, la 2. SS-Panzer-Division "Das Reich", la Panzer-Lehr-Division e la 17. SS-Panzergrenadier-Division "Götz von Berlichingen" avevano solo 190 carri armati disponibili. In particolare il settore tra Montreuil e Hébécrevon che sarebbe stato attaccato dagli americani era difeso dalla Panzer-Lehr del generale Fritz Bayerlein che aveva incominciato la battaglia in Normandia con un impressionante equipaggiamento meccanizzato ma che alla vigilia dell'operazione Cobra era rimasta con solo 5 000 soldati e 40 mezzi corazzati; nel settore erano presenti anche piccoli gruppi della 275ª Divisione fanteria e paracadutisti del 13º e 15º reggimento.

## Inizio dell'operazione Cobra

### Il bombardamento aereo

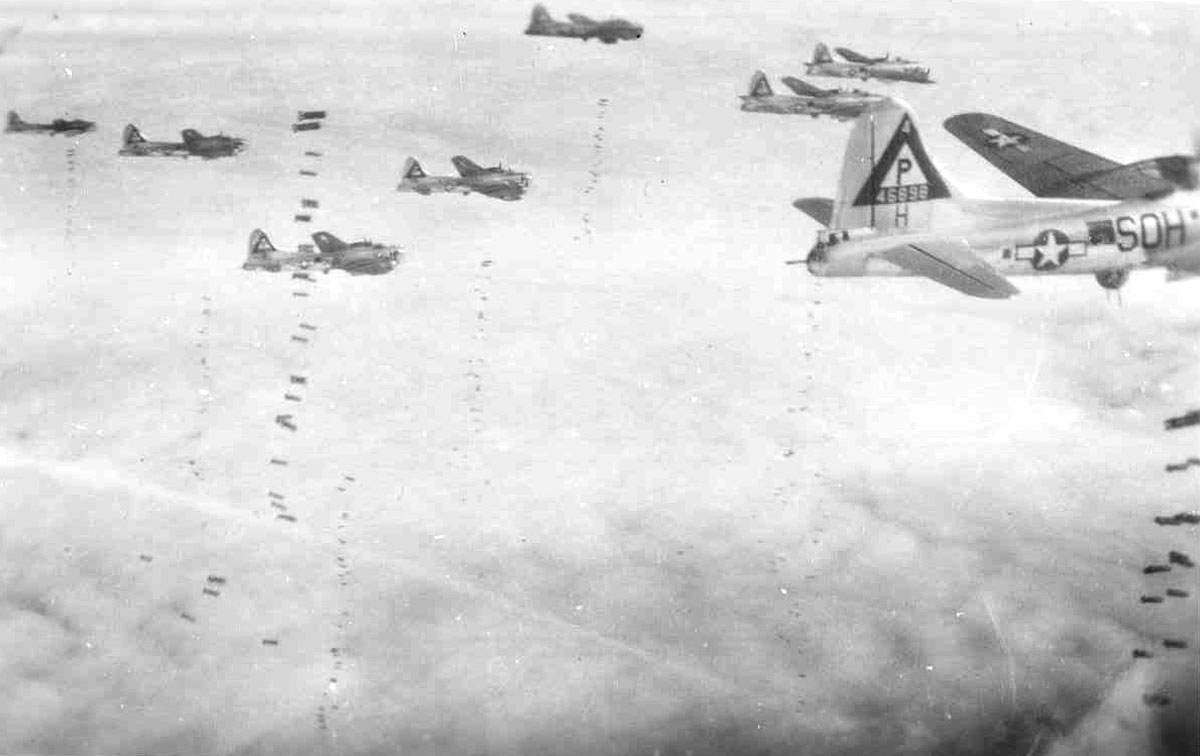
Formazione di bombardieri americani Boeing B-17 Flying Fortress.

Il generale Bradley riteneva decisivo l'intervento massiccio dei bombardieri Alleati prima dell'inizio dell'operazione Cobra e il 19 luglio 1944 si era recato in Gran Bretagna per discutere i dettagli operativi con i responsabili principali delle forze aeree anglo-americane. Il comandante in capo della 1ª Armata americana aveva richiesto la maggior precisione possibile del bombardamento e soprattutto aveva stabilito che l'attacco a terra avrebbe dovuto svilupparsi a breve distanza di tempo dalla fine degli attacchi aerei per sfruttare subito il prevedibile sbandamento delle difese tedesche ed evitare i ritardi verificatisi durante l'operazione Goodwood che avevano in parte compromesso i risultati del bombardamento. Inoltre il generale Bradley richiese l'impiego da parte delle forze aeree prevalentemente di bombe di piccolo calibro per evitare la formazione di enormi crateri sul terreno che avrebbero potuto ostacolare il movimento delle colonne motorizzate americane. Il generale Bradley quindi propose ai capi delle forze aeree Alleate che le truppe americane a terra retrocedessero di soli 800 metri dalla prima linea in modo da poter avanzare rapidamente subito dopo l'attacco aereo, e che i bombardieri attaccassero l'area rettangolare selezionata percorrendo una rotta laterale da nord-ovest parallelamente alla strada Periers-Saint-Lô.

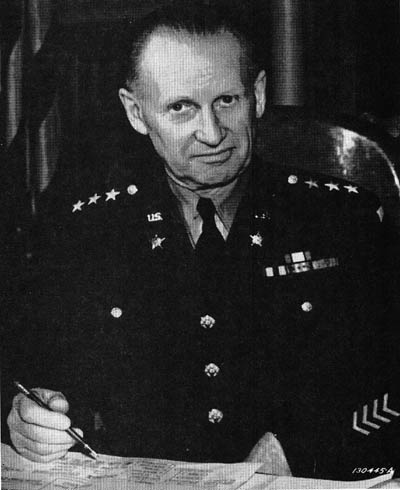
Il generale Lesley J. McNair rimase ucciso per errore durante il bombardamento aereo Alleato del 25 luglio.

I capi delle forze aeree anglo-americane non concordarono affatto con la pianificazione proposta dal generale Bradley; al contrario affermarono che sarebbe stato necessario un arretramento maggiore delle truppe a terra per evitare incidenti; alla fine fu stabilito che i soldati americani sarebbero arretrati di 1 100 metri. Inoltre i generali dell'USAAF rifiutarono di impiegare i bombardieri lungo la rotta laterale che avrebbe costretto a utilizzare formazioni particolarmente serrate e avrebbe esposto gli aerei al fuoco contraereo tedesco per tutto il percorso lungo il fronte nemico. Essi decisero invece che i bombardieri sarebbero arrivati da nord e avrebbero sorvolato le linee americane prima di dare inizio all'attacco aereo.
Dopo i rinvii causati dalle avverse condizioni atmosferiche, l'inizio dell'operazione Cobra venne stabilito per il 24 luglio alle ore 13:00 e quindi i bombardieri decollarono dalle basi in Inghilterra e da quelle all'interno della testa di ponte per effettuare l'attacco aereo, ma una serie di errori provocarono un disastroso fallimento. Il maresciallo dell'aria britannico Trafford Leigh-Mallory, responsabile di tutte le forze aeree Alleate del teatro, decise alle ore 12:00 di ordinare l'annullamento della missione a causa di un imprevisto peggioramento del tempo; tuttavia una parte dei bombardieri non ricevette la comunicazione in tempo e gli aerei sganciarono il loro carico bellico. Circa 800 tonnellate di bombe furono sganciate e una parte caddero a nord della strada Periers-Saint-Lô e quindi colpirono le truppe americane rimaste all'aperto in attesa dell'attacco. Furono uccisi 25 soldati statunitensi, principalmente della 30ª Divisione fanteria, e 131 rimasero feriti; tra le truppe americane si verificarono fenomeni di sbandamento che furono osservati con stupore anche dai soldati tedeschi della Panzer Lehr.

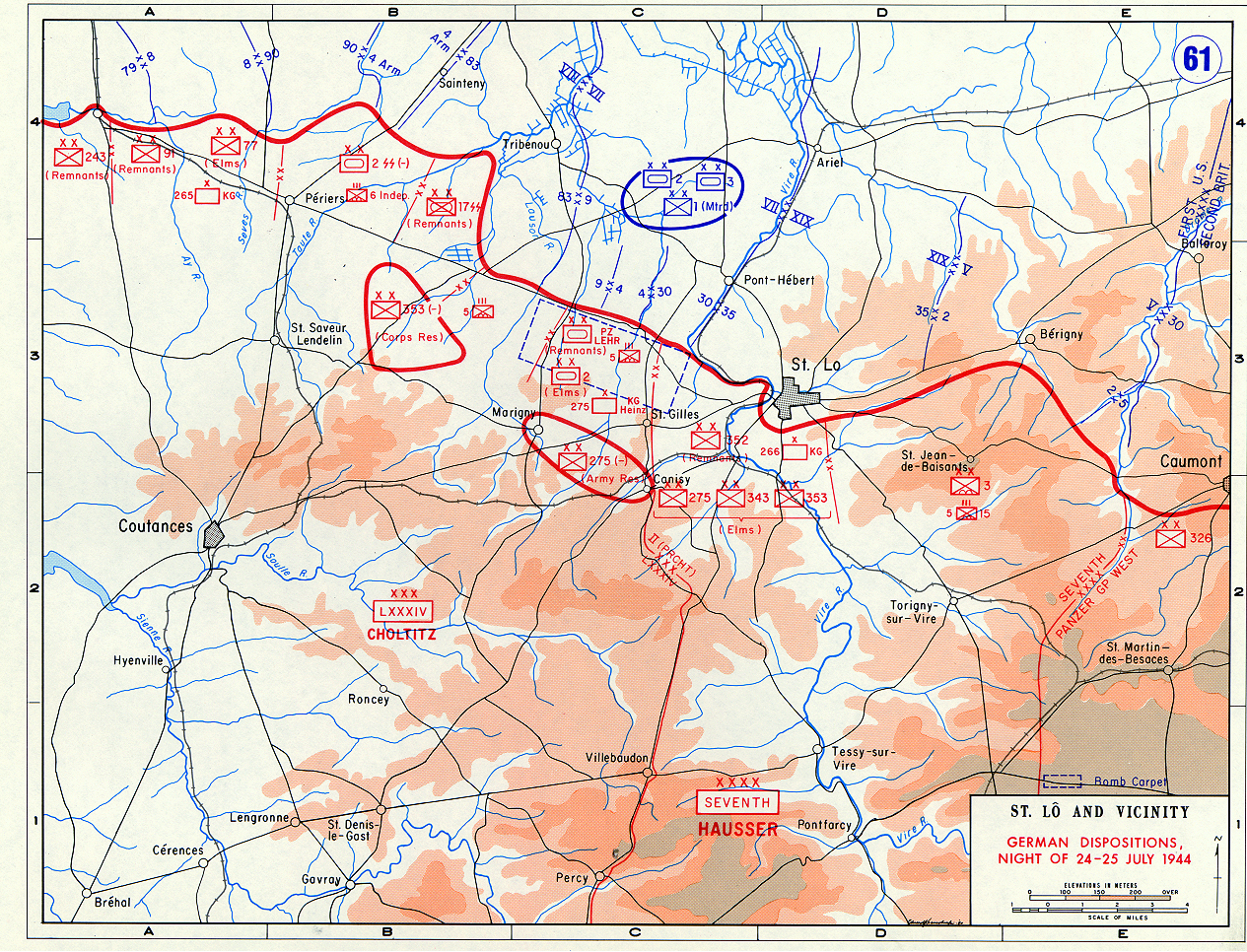
Lo schieramento delle forze contrapposte alla vigilia dell'operazione Cobra.

Nonostante il tragico incidente i comandi Alleati decisero di ripetere subito il bombardamento che venne fissato per il 25 luglio alle ore 11:00; il generale Bradley, molto preoccupato per gli errori degli aerei Alleati, aveva proposto di nuovo di effettuare l'attacco in direzione parallela alla strada Periers-Saint-Lô ma i capi delle forze aeree confermarono la pianificazione già stabilita che prevedeva una rotta da nord; al mattino del 25 luglio numerosi osservatori stranieri e alti ufficiali Alleati erano presenti sulle prime linee per controllare l'effetto dell'attacco aereo. Alle ore 09:40 i cacciabombardieri Alleati arrivarono per primi sul bersaglio e colpirono con grande abilità le linee tedesche; subito dopo giunsero invece le ondate dei bombardieri pesanti che inizialmente sganciarono con precisione; tuttavia la presenza di vento da sud spinse il fumo e la polvere delle prime esplosioni verso nord, traendo in inganno le ondate successive di bombardieri che lanciarono i loro carichi troppo in anticipo e di nuovo causarono gravi perdite tra le truppe americane, nonostante che molti soldati e mezzi corazzati si fossero prudentemente spostati a nord nell'imminenza dell'inizio del bombardamento. Nell'attacco aereo del 25 luglio gli americani contarono altri 101 morti e 463 feriti, tra cui il generale Lesley J. McNair, il comandante delle forze terrestri dell'esercito degli Stati Uniti arrivato sulle prime linee per osservare l'andamento dell'offensiva. Il morale dei soldati di alcuni reparti americani colpiti per errore fu fortemente scosso dal tragico evento, ma il generale Bradley decise di evitare ogni ritardo e dare subito inizio all'offensiva secondo il programma stabilito per sfruttare l'effetto del bombardamento a tappeto sulle linee tedesche.
I comandi tedeschi erano rimasti sorpresi dal fallimentare attacco aereo del 24 luglio che essi avevano ritenuto solo una diversione; il feldmaresciallo von Kluge e il generale Bayerlein non si attendevano un nuovo attacco. Le truppe tedesche della Panzer Lehr avevano assistito in un primo momento con stupore all'apparente ritirata verso nord di interi reparti americani al mattino del 25 luglio, ma ben presto arrivarono le ondate dei bombardieri e la potenza devastante del bombardamento inflisse perdite debilitanti e danni materiali catastrofici a questa divisione corazzata e ai reparti della 275ª Divisione fanteria tedesca che erano schierati nel settore e che subirono in pieno l'attacco aereo Alleato. I bombardieri colpirono il settore di sette chilometri di lunghezza e tre di larghezza individuato dalla pianificazione Alleata e attaccarono anche le strade per Saint-Gilles e Marigny. In totale furono sganciate 4 150 tonnellate di bombe prevalentemente di piccolo calibro e al napalm colpendo con effetti distruttivi le postazioni trincerate, l'artiglieria, le retrovie e i mezzi corazzati tedeschi presenti nel settore; tutta l'organizzazione difensiva predisposta venne sconvolta. Secondo la ricostruzione dei testimoni diretti tedeschi, soprattutto la Panzer Lehr venne gravemente indebolità dal bombardamento; 25 carri armati e 10 cannoni semoventi furono distrutti; circa 1 000 soldati furono uccisi o feriti; anche i reggimenti paracadutisti subirono perdite elevate. Il generale Bayerlein rimase fortemente impressionato dalla potenza devastante del bombardamento e dalle perdite subite dai suoi soldati; recatosi in prima linea, vide direttamente la distruzione delle postazioni della divisione; il 26 luglio comunicò in termini drammatici al comando del Gruppo d'armate B che la Panzer Lehr era praticamente distrutta e non poteva più opporre alcuna resistenza; il 27 luglio avrebbe evitato fortunosamente la cattura sfuggendo a piedi alle truppe americane con i pochi ufficiali superstiti del suo stato maggiore.

### Primi successi americani
In realtà, nonostante la potenza del bombardamento aereo, l'inizio dell'offensiva americana non fu caratterizzato da successi immediati e decisivi; le truppe americane avanzarono con prudenza e incontrarono sorprendentemente sacche di forze tedesche superstiti che opposero accanita resistenza. La 4ª Divisione fanteria del generale Raymond O. Barton incontrò i primi difensori dopo circa 650 metri di avanzata e dovette anche eliminare alcuni carri armati nascosti in un sentiero infossato; furono catturati gruppi di sbandati tedeschi, ma alla fine del 25 luglio la divisione aveva progredito solo di due chilometri e mezzo a nord-est di La Chapelle-en-Juger dove stavano affluendo precipitosamente i rinforzi tedeschi per la Panzer Lehr, costituiti da un reggimento di fanteria e due kampfgruppen improvvisati. Non venne raggiunto "un vero e proprio sfondamento". Anche le altre divisioni di fanteria del VII corpo d'armata, impegnate a sinistra e a destra della 4ª Divisione, il primo giorno mostrarono una certa indecisione; la 30ª Divisione fanteria del generale Leland Hobbs si trovò duramente impegnata a Hébécrevon; la 9ª Divisione fanteria del generale Manton S. Eddy riuscì a occupare Montreuil-sur-Lozon, mentre la 1ª Divisione fanteria del generale Clarence R. Huebner marciò verso Marigny, ma nel complesso i comandanti americani furono sorpresi dalla resistenza incontrata ed espressero delusione per i risultati del bombardamento aereo; anche il generale Bradley si mostrò preoccupato per l'andamento delle operazioni.

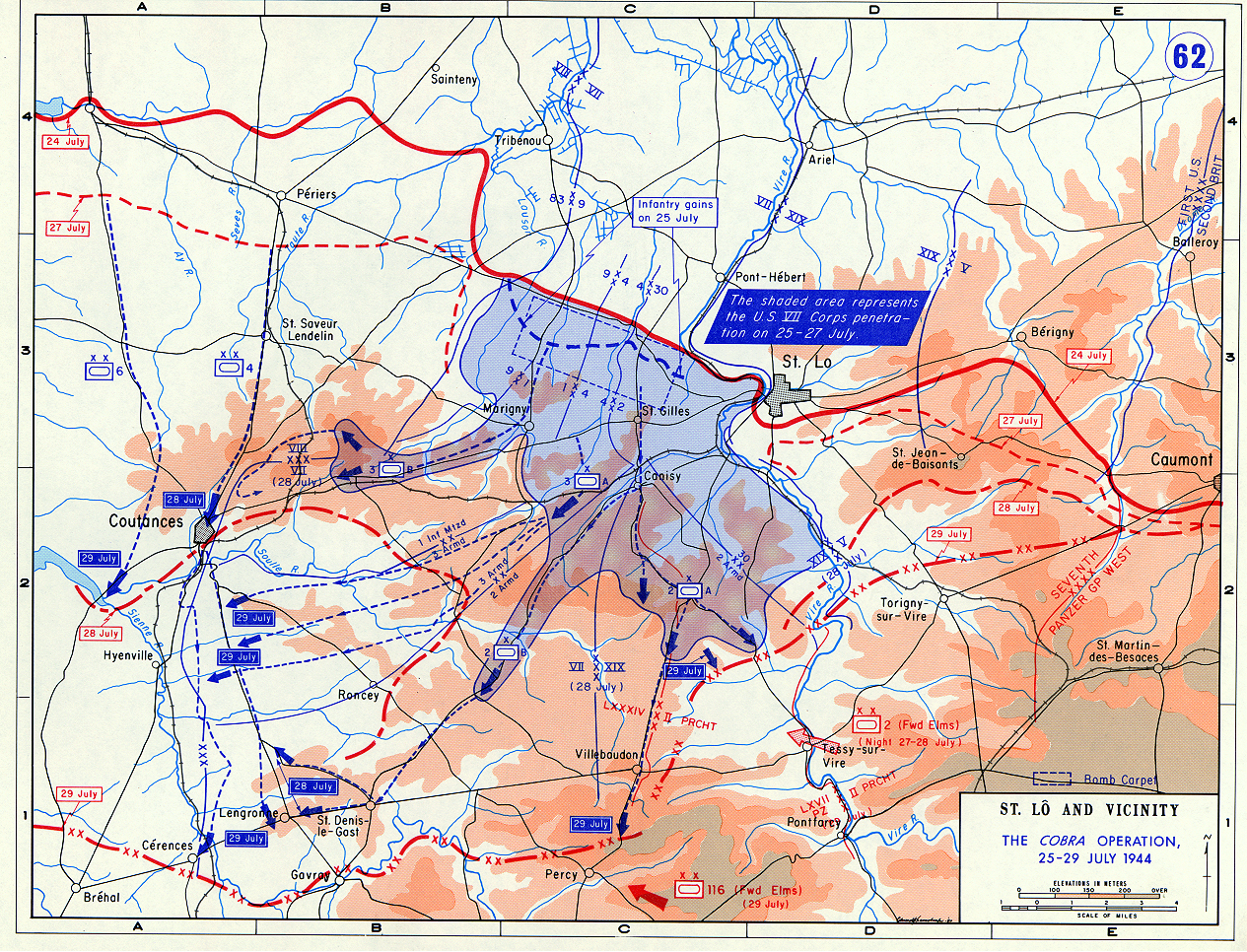
Mappa del settore dello sfondamento iniziale americano dal 25 al 28 luglio.

I difensori tedeschi opponevano ancora localmente forte resistenza, ma nella realtà il fronte di stava ormai disintegrando; le comunicazioni erano interrotte, gli alti comandi non avevano un quadro chiaro della situazione e i reparti superstiti si battevano isolatamente e senza coordinazione. Il generale Collins, comandante del VII corpo d'armata, comprese che la situazione stava evolvendo favorevolmente e che era necessario accelerare l'avanzata e sfruttare l'occasione; egli quindi prese la decisione di far intervenire in anticipo fin dal 26 luglio le sue due divisioni corazzate; la 3ª Divisione corazzata del generale Leroy R. Watson avrebbe supportato l'attacco della 1ª Divisione fanteria, mentre la 2ª Divisione corazzata del generale Edward H. Brooks sarebbe intervenuta a sostegno della 30ª Divisione fanteria. Al mattino del 26 luglio il Combat Command A della 3ª Divisione corazzata, comandato dal generale Doyle O. Hickey, attraversò le linee della fanteria americana e incominciò ad avanzare verso Marigny; la sporadica resistenza venne facilmente superata grazie soprattutto all'intervento dei cacciabombardieri Republic P-47 Thunderbolt del IX Comando aereo tattico; per la prima volta la collaborazione tra le truppe a terra e i reparti aerei tattici Alleati, regolata dalla presenza di osservatori aerei in ogni colonna corazzata, si dimostrò veramente efficace. Alle ore 13:00 i carri americani si trovavano sei chilometri a sud della strada Periers-Saint-Lô. Nel settore della 30ª Divisione fanteria il Combat Command A della 2ª Divisione corazzata, guidato dal generale Maurice Rose, attraversò con poca difficoltà l'area devastata dai bombardamenti e raggiunse Saint-Gilles; gli americani trovarono diciannove carri tedeschi distrutti sul terreno e altri tre abbandonati dentro la cittadina.
La sera del 26 luglio finalmente gli americani incominciarono a guadagnare terreno più velocemente; le truppe rilevarono i segni di disgregazione dei superstiti reparti tedeschi e il Combat Command A del generale Rose, appartenente alla 2ª Divisione corazzata, avanzò con grande rapidità. Senza arrestarsi durante la notte, i carri armati del generale Rose proseguirono verso sud, aggirarono alcune posizioni tedesche, sorpresero e distrussero molto reparti nemici e raggiunsero Canisy già in gran parte distrutta dai bombardamenti Alleati. Alle ore 03:00 del 27 luglio il Combat Command A occupò l'incrocio stradale a nord di Le Mesnil-Herman, dove invece erano ancora presenti truppe tedesche decise a resistere, quindi superò quella città e proseguì l'avanzata la mattina del 27 luglio. Contemporaneamente il Combat Command B della divisione, al comando del colonnello Isaac D. White, conquistò Dangy e Pont-Brocard. Minori risultati ottennero inizialmente le divisioni dell'VIII corpo d'armata del generale Troy Middleton che il 27 luglio erano passate all'attacco sulla destra delle forze del generale Collins; l'8ª Divisione fanteria del generale Donald A. Stroh e la 90ª Divisione fanteria del generale Eugene M. Landrum non riuscirono ad avanzare per gran parte della giornata, ma in questo settore le truppe tedesche, a causa del crollo nel settore di Saint-Lô rischiavano di essere tagliate fuori e quindi stavano per abbandonare le loro posizioni. L'esercito tedesco appariva in grande difficoltà, le truppe erano in fuga e subivano forti perdite sotto gli attacchi aerei Alleati. I soldati tedeschi cominciavano a mostrare segni di cedimento del morale di fronte all'evidente superiorità materiale degli Alleati.

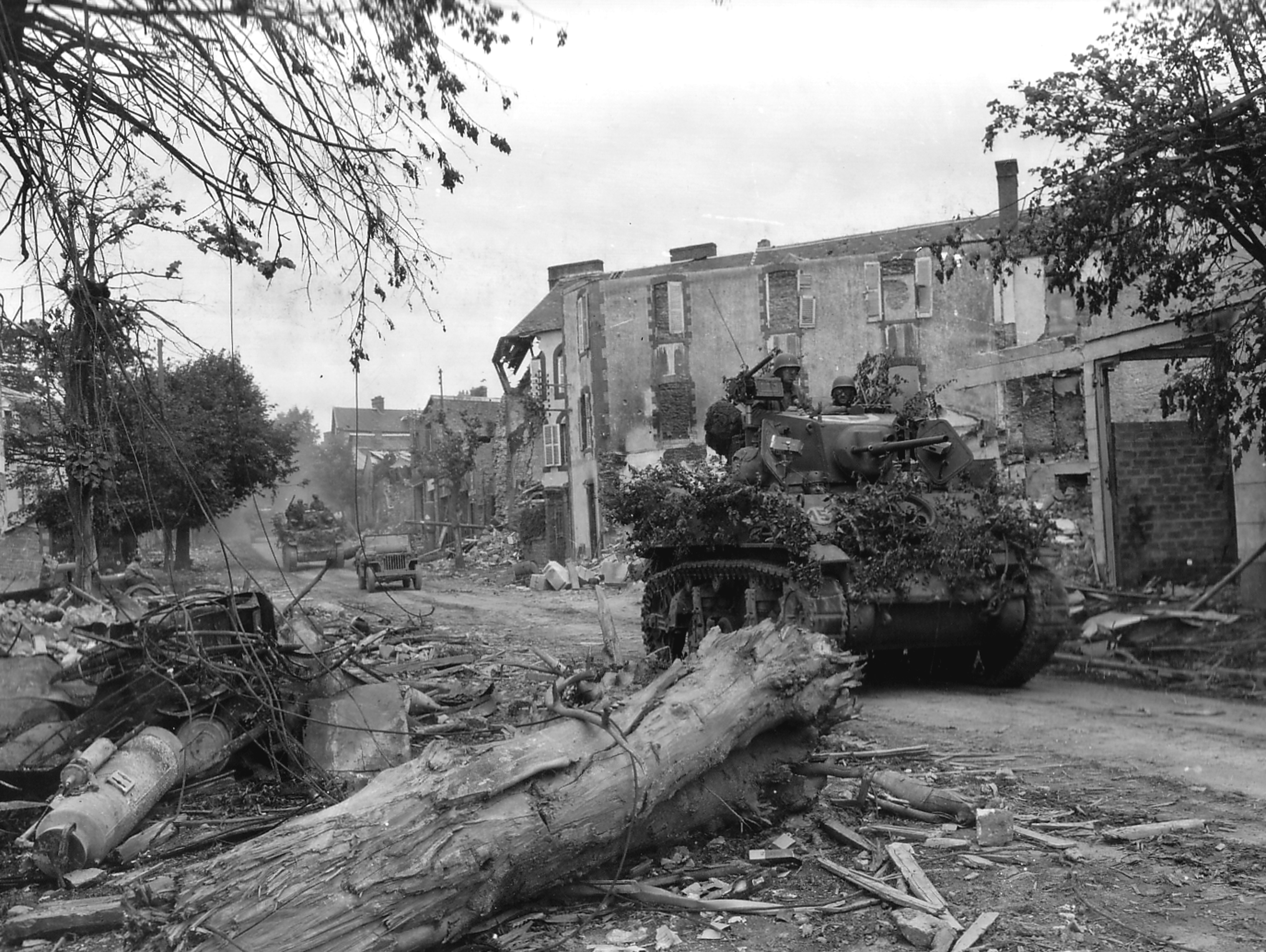
Carri leggeri M5 Stuart della 4ª Divisione corazzata americana in azione a Coutances.

Il 28 luglio l'avanzata americana raggiunse risultati decisivi; l'VIII corpo d'armata del generale Middleton fece entrare in azione le sue due divisioni corazzate che superarono le linee raggiunte faticosamente dalla fanteria della 8ª e 90ª Divisione il giorno precedente, fecero rapidi progressi verso sud e provocarono il cedimento definitivo del fronte difensivo dell'84º corpo d'armata tedesco. I soldati americani delle unità corazzate diedero una brillante dimostrazione di slancio offensivo e di capacità di manovrare con efficienza con grandi colonne motorizzate. La 6ª Divisione corazzata del generale Robert W. Grow entrò a Lessay e la notte del 28 luglio giunse a circa quattro chilometri a nord-ovest di Coutances. La 4ª Divisione corazzata del generale John Shirley Wood riuscì a occupare Saint-Sauveur-Lendelin e arrivò per prima a Coutances; questo importante nodo di comunicazioni venne conquistato dalle unità meccanizzate americane del Combat Command B entro le ore 17:00 del 28 luglio. Contemporaneamente anche la 2ª Divisione corazzata americana del generale Brooks il 28 agosto aveva guadagnato terreno verso sud, a sinistra dell'VIII corpo d'armata; il Combat Command A occupò Villebaudon, mentre il Combat Command B riuscì ad avanzare con i suoi carri armati in direzione di Cambry e Lengronne.
Questi successi dei mezzi corazzati americani e soprattutto la caduta di Coutances avevano disarticolato completamente il fianco sinistro del fronte tedesco; gran parte dell'84º Corpo d'armata era ormai distrutto o accerchiato; rimasero tagliate fuori i resti della 91ª, 353ª e 243ª Divisione fanteria, alcuni reparti di paracadutisti e le unità meccanizzate della 2. SS "Das Reich" e della 17. Panzergrenadier SS, oltre ai superstiti della Panzer-Lehr-Division. Il generale von Choltiz, comandante dell'84º Corpo, rischiò di essere catturato o ucciso dai carri armati americani nel suo posto di comando di Térence e dovette fuggire a piedi attraverso la campagna normanna.
In realtà in un primo momento l'alto comando tedesco non aveva compreso l'importanza dell'offensiva americana e tardò a inviare forze di riserva nel settore minacciato. Il 25 luglio contemporaneamente all'inizio dell'operazione Cobra, il II corpo d'armata canadese aveva infatti sferrato la cosiddetta operazione Spring lungo la strada Caen-Falaise; questo attaccò fallì fin dal secondo giorno di fronte ai ripetuti contrattacchi della 1. SS-Panzer-Division "Leibstandarte SS Adolf Hitler" e della 9. SS-Panzer-Division "Hohenstaufen" ma diede forti preoccupazione al feldmaresciallo von Kluge e ai suoi generali che in un primo momento ritennero che l'attacco dei canadesi fosse l'offensiva più importante Alleata; solo il 27 luglio il Comando supremo dell'ovest comprese che l'operazione Cobra era il vero attacco principale nemico che minacciava di travolgere tutto il fronte di Normandia.

## Sfondamento ad Avranches

### Tentativi di contrattacco tedeschi

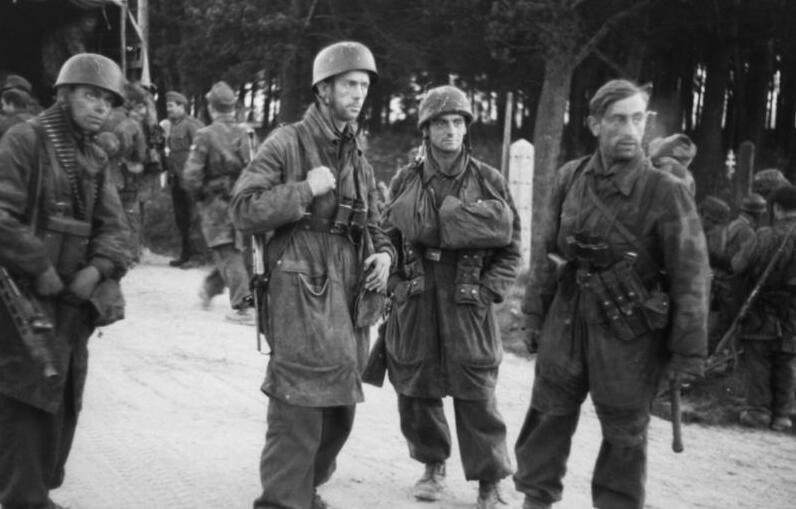
Gruppo di paracadutisti tedeschi in Normandia.

Il generale Eugen Meindl, comandante del 2º Corpo paracadutisti, si trovava in grande difficoltà dopo il crollo delle difese dell'84º Corpo d'armata schierato sul fianco sinistro delle sue truppe; tuttavia, nonostante la netta superiorità materiale del nemico, alcuni reparti di paracadutisti erano riusciti a frenare l'avanzata americana verso sud-est, ritardando l'estensione dello sfondamento. Il gruppo del capitano Goercke difese per ventiquattro ore Le Mesnil-Herman, respinse gli attacchi dei carri armati americani e riuscì a disimpegnare i resti della 352ª Divisione tedesca del generale Dietrich Kraiss; Marigny venne difesa temporaneamente dai paracadutisti del colonnello Wolf Werner Graf von der Schulenburg. Queste disperate azioni di contenimento non avevano alcuna possibilità di bloccare a lungo l'avanzata degli americani; il feldmaresciallo von Kluge aveva dato quindi ordine al generale Paul Hausser di contrattaccare al più presto con il rinforzo della 2. Panzer-Division del generale Heinrich von Lüttwitz e della 116. Panzer-Division del generale Gerhard von Schwerin, richiamate d'urgenza dal fronte di Caen e assegnate al comando del 47° Panzer-Korps del generale Hans Freiherr von Funck. Si sperava che queste forze corazzate avrebbero potuto attaccare da est verso ovest e ristabilire il collegamento con le truppe dell'84º Corpo d'armata rimaste isolate a ovest dallo sfondamento nemico. Il generale Meindl tuttavia era scettico sulla riuscita di un simile contrattacco; al tenente colonnello von Kluge, il figlio del feldmaresciallo inviato al suo posto di comando per esortarlo a resistere con la massima energia in attesa dell'arrivo dei panzer del generale von Funck, egli espresse bruscamente la sua esasperazione per gli ordini irrealistici provenienti dal Comando supremo dell'ovest ed espresse la certezza che i mezzi corazzati non avrebbero avuto successo a causa della schiacciante potenza aerea Alleata.

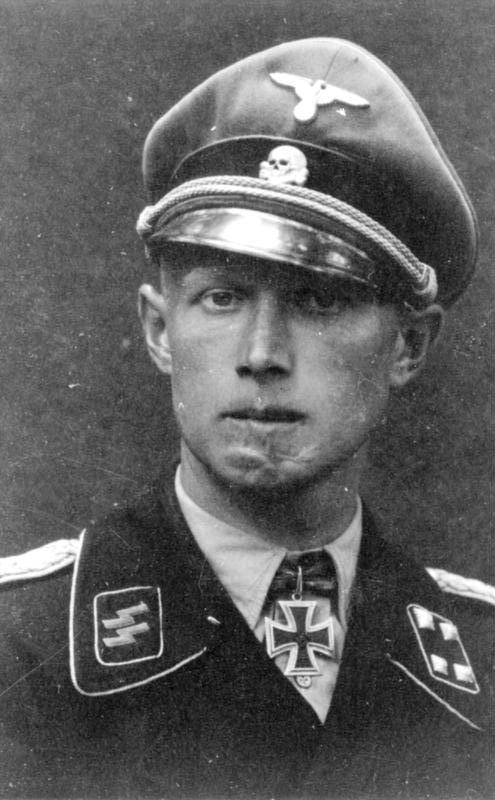
Christian Tychsen, qui coi gradi di Sturmbannführer, all'epoca comandante della 2. Panzer-Division SS "Das Reich", venne ucciso il 28 luglio.

Ritardate dalle difficoltà di spostamento, le due Panzer-Division del generale von Funck poterono entrare in combattimento in forze solo il 29 luglio; nel frattempo i kampfgruppen della 2. Panzer-Division SS "Das Reich", della 17. Panzergrenadier-SS e della 353ª Divisione fanteria, rimaste tagliate fuori, stavano cercando di trovare un varco e sfuggire all'accerchiamento verso est. Questi drammatici movimenti nel difficile territorio del Bocage normanno sotto gli attacchi aerei Alleati, provocarono a partire dal 28 luglio violenti scontri con le unità meccanizzate americane che stavano penetrando nel corridoio di sfondamento. Il 29 luglio alcuni reparti corazzati tedeschi incapparono negli elementi di punta della 2ª Divisione corazzata e della 3ª Divisione corazzata statunitense; i tedeschi furono bloccati lungo la strada Roncey-Saint-Denis-le-Vêtu e subirono pesanti perdite. Numerosi mezzi meccanizzati e motorizzati della 2. Panzer-Division SS e della 17. Panzergrenadier-SS furono distrutti dal fuoco dell'artiglieria e dell'aviazione Alleata. Il comandante della "Das Reich", il combattivo Standartenfuhrer (equivalente di colonnello nelle SS) Christian Tychsen, venne ucciso da una pattuglia americana a sud di Coutances. I reparti superstiti della 2. Panzer SS continuarono a battersi anche il 29 e 30 luglio; nonostante alcuni successi locali di abili comandanti di panzer, i tedeschi si stavano progressivamente disgregando. Nella notte del 29 luglio due reggimenti meccanizzati della 2ª Divisione corazzata americana furono attaccati a Saint-Denis-le-Gast da elementi della "Das Reich" che cercavano di passare. Altri violenti combattimenti si verificarono a Cambry; alla fine buona parte delle truppe tedesche delle Waffen-SS riuscirono a sfuggire dall'accerchiamento ma persero grandi quantità di equipaggiamenti, gli americani catturarono oltre 5 000 prigionieri. Entro il 31 luglio i resti della 91ª e 243ª Divisione fanteria tedesca, della "Das Reich" e della 5ª Divisione paracadutisti riuscirono a uscire dalla sacca di Roncey e a organizzare una precaria posizione difensiva tra Bréhal e Cérences.

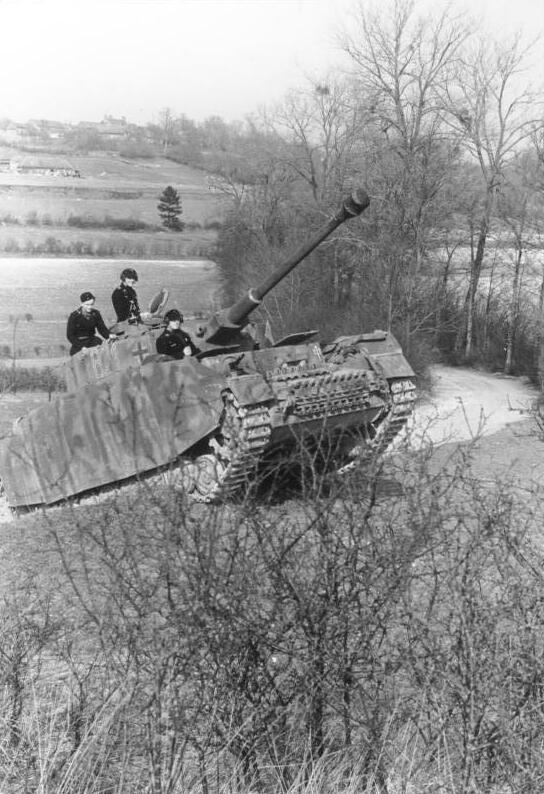
Un Panzer IV della 2. Panzer-Division in Francia durante la battaglia di Normandia.

Contemporaneamente le due Panzer-Division provenienti da Caen avevano cercato di contrattaccare da est e tra il 28 e il 31 luglio nuovi aspri combattimenti si accesero a Tessy-sur-Vire. Le forze americane erano state rinforzate opportunamente con l'intervento del XIX corpo d'armata del generale Charles H. Corlett e del V corpo d'armata del generale Leonard T. Gerow sulla sinistra del VII corpo del generale Collins e furono soprattutto questi reparti che affrontarono le formazioni corazzate tedesche che stavano progressivamente arrivando sul campo. Nella cittadina di Percy le unità meccanizzate del Combat Command B della 2ª Divisione corazzata, al comando del generale Maurice Rose, e la fanteria della 4ª Divisione di fanteria furono attaccati di sorpresa il 30 luglio dai carri armati tedeschi. Un kampfgruppe corazzato della 2. Panzer-Division avanzò lungo la strada da Saint-Lô a Villebaudon per cercare di ricongiungersi con la 2. SS "Das Reich" e i resti della Panzer Lehr, distrusse circa 25 mezzi corazzati americani, ma rimase isolato e il 31 luglio solo sette carri riuscirono a ripiegare fino a Moyon. I combattimenti costarono pesanti perdite a entrambe le parti; alla fine le unità corazzate americane del XIX corpo d'armata riuscirono a respingere gli attacchi, alcuni battaglioni di carri M4 Sherman dovettero combattere per molti giorni prima di avere la meglio. I contrattacchi tedeschi sferrati affrettatamente non raggiunsero alcun risultato a causa dell'inferiorità di forze e della superiorità aerea Alleata che rese molto difficile mantenere la coesione dei reparti; la 116. Panzer-Division poté attaccare con forze ridotte solo il 30 luglio lungo la strada di Saint-Lô ma senza riuscire a collegarsi con la 2. Panzer-Division. Gli attacchi fallirono e le formazioni meccanizzate tedesche dovettero battere in ritirata entro pochi giorni. Il colonnello dello stato maggiore della divisione Heinz-Gunther Guderian, figlio del generale Heinz Guderian, ha descritto la difficile situazione della 116. Panzer-Division sotto gli attacchi americani e l'indebolimento della capacità combattive dei panzergrenadier (la fanteria meccanizzata tedesca).
Nel frattempo il 29 luglio era continuata l'avanzata verso sud delle due divisioni corazzate americane dell'VIII corpo d'armata del generale Middleton; dopo la conquista di Coutances le unità meccanizzate statunitensi potevano muovere rapidamente quasi senza incontrare resistenza in direzione dell'importante varco di Avranches che avrebbe permesso finalmente di sboccare in Bretagna. La 6ª Divisione corazzata del generale Grow attraversò con successo il fiume Sienne e il Combat Command A della divisione raggiunse Pont-de-la-Roche; il 30 luglio fu il Combat Command B che guidò l'avanzata e occupò Bréhal. Sulla sinistra delle unità del generale Grow, avanzavano contemporaneamente i carri armati della 4ª Divisione corazzata del generale Wood che il 29 luglio liberarono Cérences e il giorno seguente superarono il fiume Sée. Nella stessa giornata gli elementi di punta della divisione, il Combat Command B del colonnello Bruce Clarke, entrarono ad Avranches e occuparono la città sorprendendo masse di truppe tedesche sbandate.
Mentre i generali Wood e Grow avanzavano attraverso linee nemiche in disgregazione, il 30 e il 31 luglio le divisioni del XIX, del V e del VII corpo d'armata americano dovetterono continuare a combattere duramente; la 29ª Divisione fanteria e la 30ª Divisione fanteria del XIX corpo del generale Corlett avanzarono solo poche centinaia di metri nel settore di Percy; la 5ª Divisione fanteria e la 35ª Divisione fanteria del V corpo d'armata del generale Gerow furono aspramente contrastate a Torigni-sur-Vire. Maggiori risultati raggiunsero le divisioni del VII corpo d'armata del generale Collins: la 1ª Divisione fanteria del generale Huebner e la 3ª Divisione corazzata del generale Brooks superarono il Sienne a Gavray il 30 luglio e attraversarono il Sée a Brécey il 31 luglio.

### Avanzata del generale Patton
Nonostante le difficoltà e l'aspra resistenza tedesca sul fianco orientale del cuneo di sfondamento, gli americani il 31 luglio avevano già raggiunto con una riuscita manovra a sorpresa l'obiettivo più importante della campagna, concludendo con un completo successo l'operazione Cobra e segnando la svolta definitiva della battaglia di Normandia. Entrata ad Avranches la sera del 30 luglio, l'avanguardia della 4ª Divisione corazzata del generale Wood aveva proseguito audacemente fino al fiume Sélune raggiungendo il solo ponte disponibile su cui passava la strada di Pontorson che dava accesso alla Bretagna. Il ponte, costituito da undici arcate e largo solo cinque metri, era ancora intatto e non era stato neppure minato dai tedeschi. Alle ore 19:00 del 31 luglio il Combat Command B della 4ª Divisione corazzata statunitense, al comando del colonnello Clarke, occupava di sorpresa il ponte; i mezzi corazzati americani attraversavano subito e arrivavano fino al villaggio di Pontaubault, sulla riva meridionale. Durante la giornata del 31 luglio era fallito un disperato contrattacco tedesco condotto dal colonnello Bacherer con elementi della 77ª Divisione fanteria e della 5ª Divisione paracadutisti; i tedeschi ottennero qualche successo al mattino in direzione di Avranches ma contrattaccati dai carri armati americani e colpiti dagli attacchi aerei, ripersero il terreno guadagnato e non riuscirono né a difendere né a distruggere il ponte sul Sélune.
L'avanzata americana era stata facilitata anche da un grave errore tattico del comando della 7ª Armata; invece di far ripiegare verso sud-ovest l'84º corpo d'armata del generale von Choltiz in modo da sbarrare l'accesso alla Bretagna, il generale Paul Hausser aveva preferito cercare di farlo ritirare verso sud-est per riprendere i collegamenti con il 2º Corpo paracadutisti del generale Meindl; il generale confermò la sua decisione nonostante le proteste del generale von Choltiz.
Il feldmaresciallo von Kluge, recatosi personalmente il 1º agosto al posto di comando della 7ª Armata a Le Mans diede in escandescenze rimproverando aspramente i suoi generali per l'"incredibile pasticcio" (eine Riesensauerei); il generale von Choltiz fu sostituito dal generale Otto Elfeldt, mentre il feldmaresciallo, pur non destituendo il generale Hausser, assunse anche la direzione diretta delle operazioni della 7ª Armata. Il feldmaresciallo von Kluge diramò l'ordine di ripiegare lentamente verso sud cercando di rallentare l'avanzata americana, ma le disposizioni del comandante in capo erano ineseguibili; le forze tedesche erano ormai decimate: la 353ª Divisione fanteria era ridotta a soli 800 soldati, il kampfgruppe Heinz aveva poche centinaia di uomini, nell'agguerrito 6º Reggimento paracadutisti erano rimasti quaranta soldati. In realtà nonostante le sue dimostrazioni di autorità ed energia, il feldmaresciallo von Kluge era pienamente cosciente che la battaglia stava diventando rapidamente incontrollabile. Il 31 luglio il generale Speidel, capo di stato maggiore del Gruppo d'armate B, aveva segnalato che "il fianco sinistro è crollato", e nello stesso giorno il feldmaresciallo aveva parlato con il generale Walter Warlimont all'OKW descrivendo in termini drammatici lo sfondamento americano ad Avranches e la disastrosa situazione di inferiorità dell'esercito tedesco. Egli aveva reclamato rinforzi immediati per evitare la catastrofe del invasionfront.
Mentre il feldmaresciallo von Kluge cercava di improvvisare uno sbarramento lungo la baia di Mont-Saint-Michel raggruppando deboli forze di seconda linea sotto il comando del 25º Corpo d'armata del generale Wilhelm Fahrmbacher con l'ordine di impedire l'irruzione in Bretagna delle truppe americane, l'OKW aveva confermato come fosse essenziale non cedere e fare in modo "che l'invasione resti bloccata in Normandia", l'alto comando aveva finalmente disposto l'invio immediato di una serie di rinforzi. Era previsto l'arrivo in Normandia dell'81º Corpo d'armata con l'85ª e l'89ª Divisione fanteria, schierate in quel momento sul Passo di Calais, mentre venne distaccato dal Gruppo d'armate G il 58° Panzer-Korps del generale Walter Krüger con la 708ª Divisione fanteria e la 9. Panzer-Division che dovevano affluire sul fronte partendo da Avignone; si trattava di misure tardive che richiedevano tempo per avere effetto e che non potevano cambiare l'esito della battaglia.
Il 1º agosto il generale George Smith Patton assumeva finalmente un comando operativo in Normandia e prendeva la guida della nuova 3ª Armata nel quadro della riorganizzazione generale dell'ordine di battaglia Alleato che prevedeva la costituzione del 12º Gruppo d'armate che avrebbe controllato tutte le truppe americane e di cui avrebbe assunto il comando il generale Omar Bradley, e del 21º Gruppo d'armate che avrebbe controllato, al comando del generale Montgomery, le forze britanniche e canadesi. Il generale Patton era un comandante energico e aggressivo, egli apprese la sera del 31 luglio la notizia della conquista del ponte di Pontaubault da parte della 4ª Divisione corazzata e decise immediatamente di sfruttare la favorevole situazione. Era previsto che la 3ª Armata fosse costituita da numerose divisioni organizzate in quattro corpi d'armata, ma in un primo momento il generale Patton poteva disporre solo dell'VIII Corpo del generale Middleton. Il generale decise audacemente di concentrare subito tutte le forze disponibili sull'unica strada, farle passare attraverso l'unico ponte, superare la strettoia e avanzare a ventaglio in tutte le direzioni senza preoccuparsi dei fianchi.
Dimostrando una grande capacità logistica e organizzativa gli americani riuscirono a far passare sul ponte di Pontaubault le quattro divisioni dell'VIII Corpo, tra cui la 4ª e la 6ª Divisione corazzata, in sole 48 ore; nei due giorni seguenti attraversarono anche due divisioni del XV corpo d'armata del generale Wade H. Haislip, tra cui la 5ª Divisione corazzata del generale Lunsford E. Oliver. L'operazione si svolse giorno e notte con le luci accese senza temere attacchi aerei nemici, sotto lo stretto controllo degli ufficiali addetti allo smistamento del traffico; 100 000 soldati americani e 15 000 veicoli avanzarono sulla strada di Pontorson e raggiunsero la raggiera di strade che conducevano a Rennes, Dinan, Combourg, Vitré e Laval. Le forze meccanizzate americane, estremamente mobili, in pochi giorni avrebbero raggiunto quasi senza opposizione i porti bretoni, i ponti sulla Loira e avrebbero contribuito, deviando verso est, alla distruzione delle forze tedesche e all'avanzata verso la Senna.

## Crollo del fronte tedesco
Mentre le forze meccanizzate del generale Patton sfruttavano lo stretto varco di Avranches e incominciavano l'avanzata che le avrebbe portate già la sera del 1º agosto alla periferia di Rennes e nella regione di Pontorson-Antrain, le altre forze americane impegnate nell'operazione Cobra avevano affrontato duri scontri per estendere l'area di sfondamento e consolidare il fianco sinistro. Nel settore del VII Corpo del generale Collins il 31 luglio la 1ª Divisione fanteria e la 3ª Divisione corazzata raggiunsero e superarono Brécey e Villedieu-les-Poêles conquistando una nuova testa di ponte sul fiume Sée; le forze del XIX Corpo d'armata del generale Corlett incontrarono ancora una forte opposizione nel settore di Tessy-sur-Vire e di Troisgots; infine il V Corpo d'armata del generale Gerow il 31 luglio raggiunse e conquistò con la 35ª Divisione di fanteria la cittadina di Torigni-sur-Vire lungo la valle del fiume Vire.

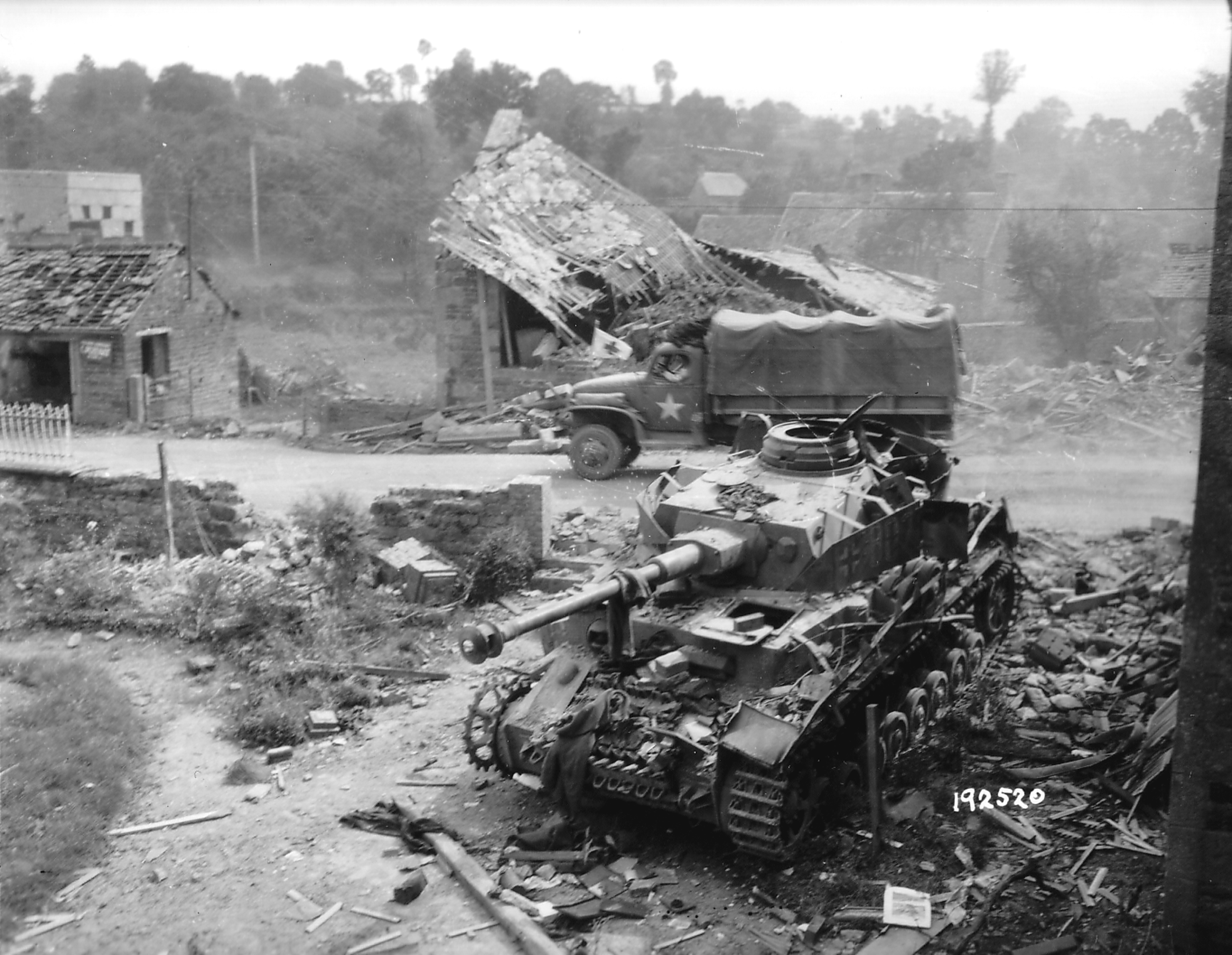
Mezzi corazzati tedeschi distrutti in Normandia.

La situazione dell'esercito tedesco in Normandia stava diventando sempre più critica; inoltre la catastrofe in corso sul fianco sinistro non era la sola preoccupazione del comando supremo tedesco dell'ovest; il 30 luglio era incominciata, dopo il fallimento dell'operazione Spring, una nuova offensiva Alleata nel settore orientale del fronte da parte di due corpi d'armata britannici con lo scopo di raggiungere e conquistare Vire e il Mont Pinçon. L'operazione Bluecoat fu fortemente contrastata e non raggiunse molti risultati; il 2 agosto il feldmaresciallo von Kluge impegnò in questo settore le due Panzer-Division del 2° Panzer-Korps SS del generale Wilhelm Bittrich che bloccarono la lenta avanzata Alleata. Tuttavia queste forze corazzate ben equipaggiate si trovarono impegnate per giorni contro i britannici e non poterono partecipare al tentativo di fermare l'avanzata americana sul fianco sinistro tedesco.
Durante la notte del 31 luglio Adolf Hitler espose in un lungo monologo con gli ufficiali più fedeli le sue nuove decisioni riguardo alla condotta strategica della battaglia in Normandia; egli comprendeva la pericolosa situazione creatasi dopo lo sfondamento americano nel settore di Avranches ma riteneva che ci fossero le condizioni per rovesciare la situazione e riprendere il controllo. Hitler, dopo aver evidenziato le conseguenze dell'attentato subito il 20 luglio che aveva esacerbato la sua sfiducia nei generali della Wehrmacht, affermò che non era più possibile "lasciare la condotta della battaglia" interamente al feldmaresciallo von Kluge e che egli personalmente avrebbe controllato strettamente l'esecuzione degli ordini. Il Führer in realtà comprendeva la necessità di prevedere un vasto ripiegamento strategico e a questo scopo il generale Karl Kitzinger venne incaricato di incominciare a organizzare una posizione arretrata d'emergenza tra la Somme, la Marna e la Saône, ma il comandante in capo all'ovest non doveva essere messo al corrente di questi piani e avrebbe dovuto concentrarsi sulla battaglia nel "fronte dell'invasione", eseguendo gli ordini dell'OKW.

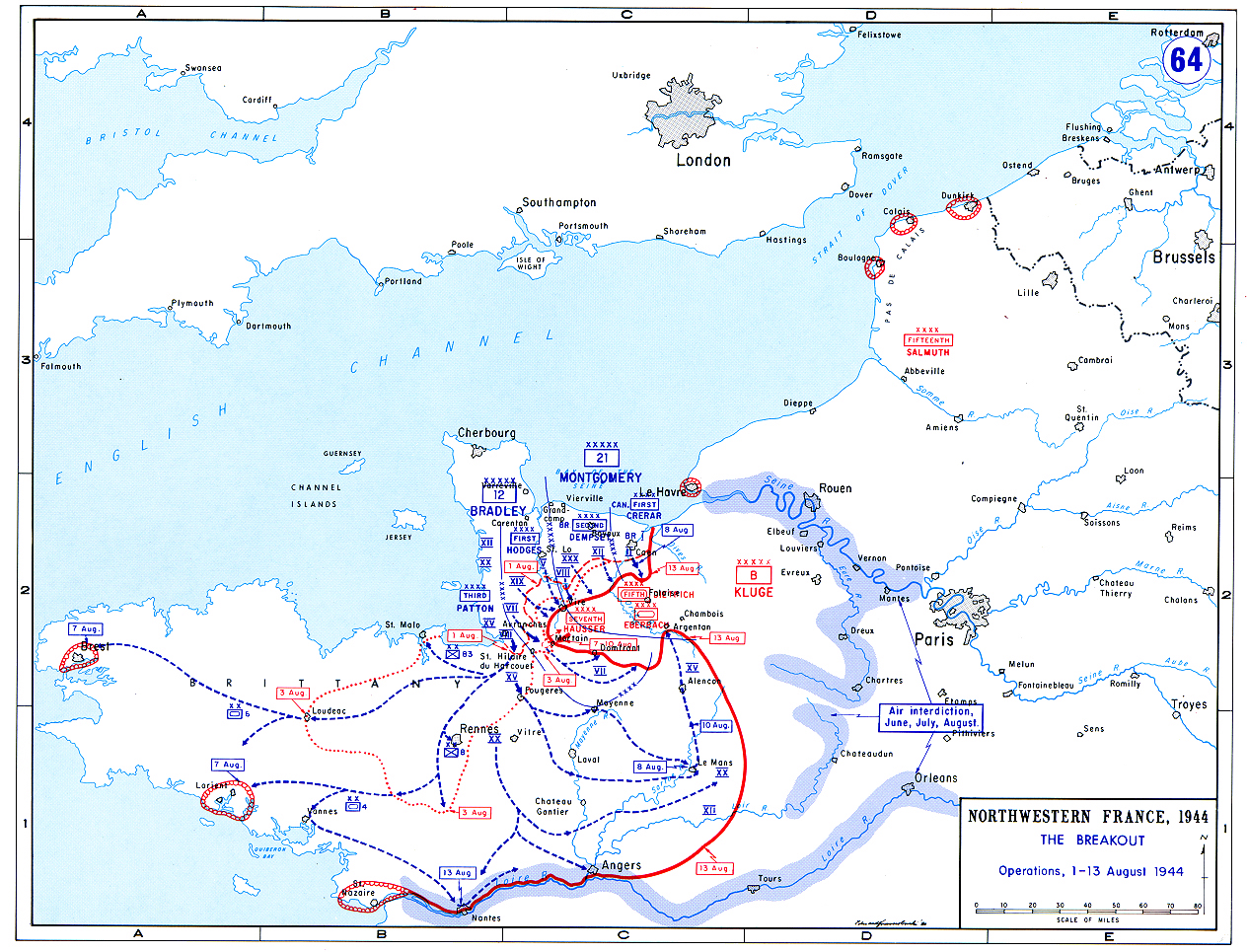
L'avanzata americana dopo lo sfondamento del fronte tedesco in Normandia con l'operazione Cobra.

Hitler durante le conferenze notturne aveva espresso la sua fiducia di poter ancora infliggere una pesante sconfitta agli americani, ritenuti soldati di scarsa capacità e resistenza; egli si espresse sarcasticamente sull'audace avanzata del "generale cowboy" Patton che apparentemente si esponeva a enormi rischi avanzando in Bretagna con le sue sole forze e senza preoccuparsi delle retrovie e dei fianchi. Il 2 agosto il generale Warlimont si presentò al posto di comando del feldmaresciallo von Kluge per illustrare i nuovi piani di Hitler. Il Führer rifiutava di autorizzare una ritirata strategica e al contrario ordinava di sferrare una controffensiva decisiva verso Mortain e Avranches per chiudere lo stretto corridoio di circa dieci chilometri aperto dalle forze americane sul fianco sinistro tedesco da cui stavano transitando le forze meccanizzate del generale Patton. Hitler intendeva assegnare almeno sei Panzer-Division alla cosiddetta operazione Lüttich. Il feldmaresciallo von Kluge non credeva nella possibilità di successo di questo piano ma, intimorito dai sospetti che gravavano su di lui per i fatti del 20 luglio, preferì obbedire rigidamente agli ordini, sollecitando un immediato inizio della controffensiva prima di un ulteriore peggioramento della situazione generale.
La disperata controffensiva tedesca, sferrata il 7 agosto con solo tre Panzer-Division si rivelò un grave errore e pregiudicò definitivamente l'esito della battaglia per la Wehrmacht. L'attacco, dopo qualche successo iniziale, fu bloccato già il secondo giorno, il corridoio di Avranches rimase aperto e nel frattempo le colonne meccanizzate del generale Patton dilagarono verso i porti della Bretagna e verso le città di Nantes, Chartres, Le Mans e Alençon, minacciando le comunicazioni dell'intero Gruppo d'armate B in Normandia. Le divisioni corazzate tedesche dovettero essere ritirate dal fronte di Mortain il 12 agosto per cercare di impedire un'immediata chiusura della sacca Alleata tra Falaise e Argentan. Entro il 21 agosto la battaglia di Normandia si concluse, dopo un'ultima serie di violentissimi combattimenti, con la fuga delle superstiti forze tedesche dalla sacca di Falaise, con la cattura da parte Alleata di circa 50 000 prigionieri e con gravissime perdite di armi e materiali da parte della Wehrmacht, che di conseguenza non fu più in grado di contrastare l'avanzata Alleata e dovette battere in ritirata evacuando il resto della Francia e il Belgio.

## Bilancio e conclusione
In realtà l'operazione Cobra si era ufficialmente conclusa, secondo la accurata pianificazione Alleata, fin dal 31 luglio 1944 con la conquista del ponte di Pontaubault e il riuscito sfondamento americano del fianco sinistro del Gruppo d'armate B. Il brillante successo statunitense aveva provocato ulteriori pesanti perdite all'esercito tedesco. L'intero 84º Corpo d'armata era stato praticamente distrutto e solo piccoli kampfgruppen improvvisati erano riusciti a ripiegare verso sud-est; le perdite totali dell'esercito tedesco in Normandia salirono da 116 863 del 23 luglio, prima dell'inizio dell'operazione Cobra, a 127 247 il 30 luglio fino a raggiungere la cifra di 148 075 il 6 agosto 1944.

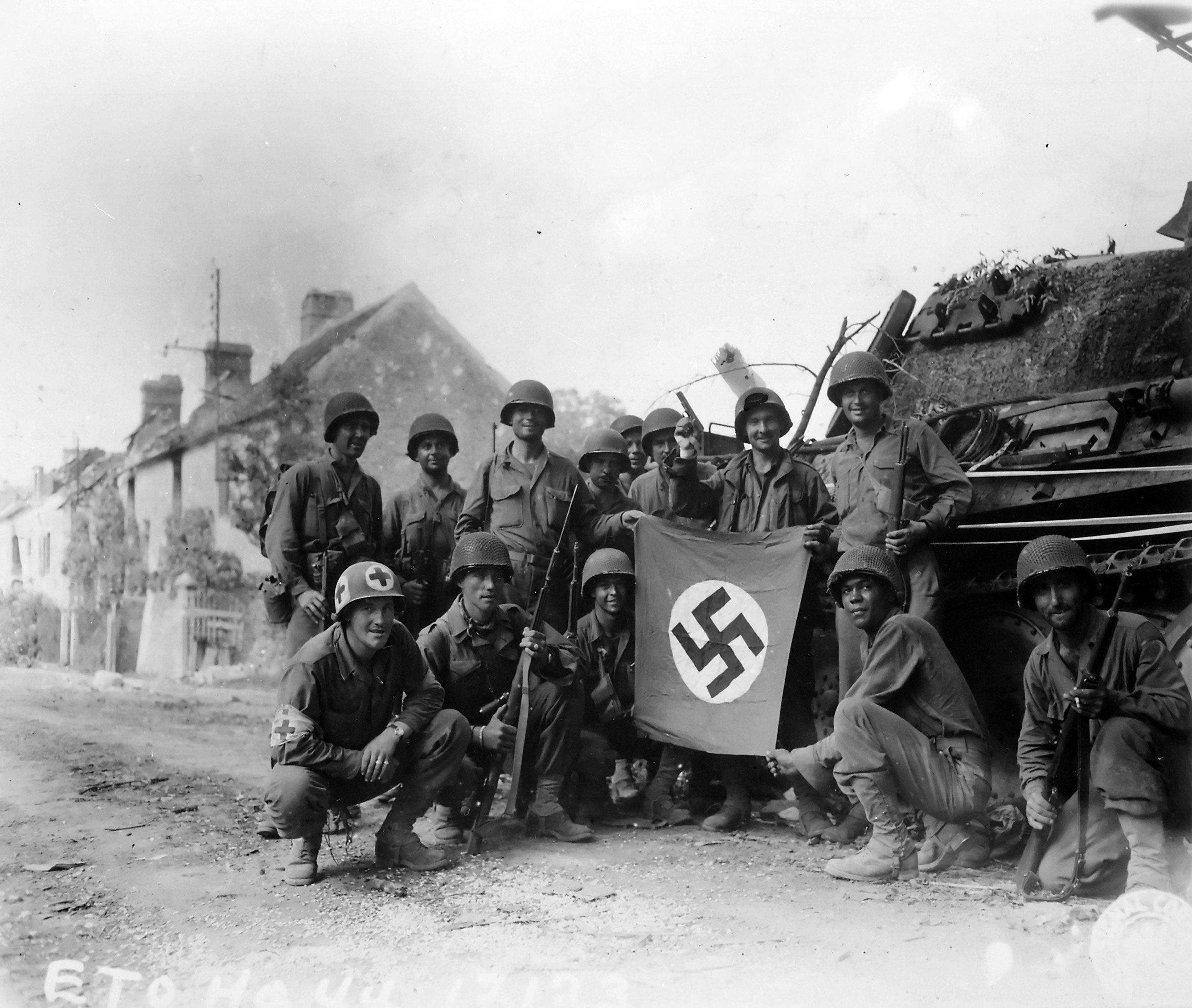
Soldati americani festeggiano la vittoria nella sacca di Falaise.

L'operazione Cobra soprattutto, oltre ad aver inflitto una pesante sconfitta all'esercito tedesco dell'ovest, aveva cambiato completamente in pochi giorni l'evoluzione strategica della battaglia di Normandia. Dopo quasi due mesi di lente avanzate e di costose offensive concluse con modesti vantaggi tattici e dure perdite contro i combattivi reparti tedeschi, finalmente gli americani erano riusciti a sbucare fuori dall'infelice terreno del Bocage normanno e avanzare in terreno libero dove avrebbero potuto in pochi giorni sfruttare la loro straordinaria ricchezza di mezzi e la totale motorizzazione delle unità per imprimere una svolta decisiva alle operazioni accelerando drammaticamente l'andamento della guerra. Le grandi riserve di uomini e materiali accumulati dagli americani nella testa di ponte in Normandia finalmente poterono mettersi in movimento e sfruttare il successo dell'operazione Cobra avanzando rapidamente verso sud.
Il successo dell'operazione Cobra e le dimensioni del crollo del fronte tedesco, superiore alle attese degli stessi comandi Alleati, provocarono inoltre un ripensamento generale della pianificazione del Supreme Headquarters Allied Expeditionary Force. I progetti stabiliti in precedenza avevano previsto che, dopo la riuscita dell'operazione Cobra, gli americani dovessero concentrarsi soprattutto sulla liberazione della Bretagna e sulla conquista dei grandi porti della penisola dove sarebbero potute affluire altre truppe americane ed enormi quantità di rifornimenti da impiegare per una lunga campagna invernale sulla linea Abbeville, Amiens, Reims, Troyes. Invece, dopo i grandi risultati raggiunti in pochi giorni dagli americani con l'operazione Cobra, i generali Alleati compresero che era ora possibile velocizzare le operazioni e raggiungere rapidamente obiettivi più ambiziosi; quindi la maggior parte delle forze del generale Patton furono deviate verso la Loira e la Senna da dove avrebbero potuto prendere alle spalle l'esercito tedesco in Normandia. Nonostante alcuni errori tattici nell'esecuzione della manovra e l'accanita resistenza tedesca, nel complesso la serie di eventi innescati dall'operazione Cobra si conclusero con una vittoria decisiva che permise di liberare in pochi settimane il resto della Francia.
Dal punto di vista tattico l'operazione Cobra e la successiva fase di sfruttamento del successo condotta dalle colonne corazzate del generale Patton dimostrarono il netto miglioramento delle capacità dei comandi Alleati e soprattutto misero in mostra la grande capacità delle truppe americane di sfruttare la loro ricca dotazione di equipaggiamenti e mezzi motorizzati per effettuare veloci avanzate in profondità. Un sostegno di grande importanza alla vittoria americana nell'operazione Cobra fu inoltre certamente fornito dalle forze aeree Alleate sia con il bombardamento a tappeto iniziale sia con il costante appoggio degli aerei tattici dei generali Elwood Richard Quesada e Harry Broadhurst alle colonne corazzate in marcia lungo le strade normanne. Secondo lo storico britannico John Keegan, l'operazione Cobra e il conseguente sfondamento di Avranches del generale Patton furono, per le modalità operative adottate e per l'importanza dei risultati ottenuti in breve tempo, delle vere operazioni di guerra lampo; gli unici esempi di "blitzkrieg" organizzati e condotti con pieno successo, anche grazie agli errori dell'alto comando tedesco, dagli Alleati occidentali durante tutta la seconda guerra mondiale.